# Tây Ban Nha chinh phục Guatemala
Cuộc chinh phục Guatemala của Tây Ban Nha là một chuỗi các xung đột dai dẳng trong thời kỳ Tây Ban Nha thuộc địa hóa châu Mỹ ở nơi ngày nay là đất nước Guatemala. Trước cuộc chinh phục, nhiều vương quốc bản địa, chủ yếu là của thổ dân Maya, đã tranh giành vùng đất này từ ngàn thuở. Các conquistador coi người Maya là "ngoại đạo" và do đó giống dân này cần phải được khai sáng bất kể thành tựu văn minh có rực rỡ đến mấy. Cuộc gặp gỡ đầu tiên giữa người Maya và các nhà thám hiểm châu Âu xảy ra vào đầu thế kỷ XVI, khi một con tàu Tây Ban Nha khởi hành từ Panama tới Santo Domingo bị đắm tại bờ đông bán đảo Yucatán vào năm 1511. Trong các chuyến hải hành vào năm 1517 và 1519, người Tây Ban Nha đã đổ bộ lên hai phần khác nhau của Yucatán bên trong địa phận Maya. Vì sự chống cự ngoan cường của các vương quốc Maya, quá trình Tây Ban Nha khuất phục các sắc tộc này đã phải mất hơn hai thế kỷ để hoàn tất.
Pedro de Alvarado được cử đến Guatemala từ vùng Mexico mới bị chinh phục vào đầu năm 1524, chỉ huy liên quân gồm các conquistador Tây Ban Nha và các đồng minh bản địa chủ yếu từ Tlaxcala và Cholula. Nhiều địa danh trên khắp Guatemala hiện nay đều bắt nguồn từ tiếng Nahuatl vì quân bản địa Mexico còn đóng vai trò là những phiên dịch viên cho người Tây Ban Nha. Người Kaqchikel ban đầu liên minh với người Tây Ban Nha nhưng không lâu sau khởi nghĩa vì yêu sách cống nạp quá mức; họ không đầu hàng cho đến năm 1530. Các vương quốc Maya cao nguyên lần lượt bị khuất phục. Người Itza Maya và các nhóm dân vùng thung lũng ở lưu vực Petén lần đầu gặp gỡ Hernán Cortés vào năm 1525, nhưng vẫn giữ độc lập và thù địch với người Tây Ban Nha cho đến năm 1697.
Chiến thuật và công nghệ của hai phe chênh lệch nhau rất lớn. Người Tây Ban Nha không bắt tù binh, trái ngược với người Maya luôn ưu tiên bắt giữ địch và chiến lợi phẩm. Dân bản địa Guatemala không sở hữu các yếu tố công nghệ của Cựu Thế giới như bánh xe, ngựa, sắt, thép và thuốc súng. Họ dễ mắc phải các loại bệnh truyền nhiễm từ Cựu Thế giới do không có sức đề kháng. Người Maya áp dụng lối đánh xung - phục kích thay vì dàn trận đánh quy mô, sử dụng vũ khí thô sơ như giáo mác, mũi tên và kiếm lắp đá vỏ chai trong trận mạc. Ở vùng cao nguyên, người Maya đào hố và đóng cọc để đối phó với kỵ binh Tây Ban Nha. Ngoài ra, tộc Xinca ở đồng bằng ven biển phía nam tẩm độc lên mũi tên của họ để săn bắn.

## Sử liệu

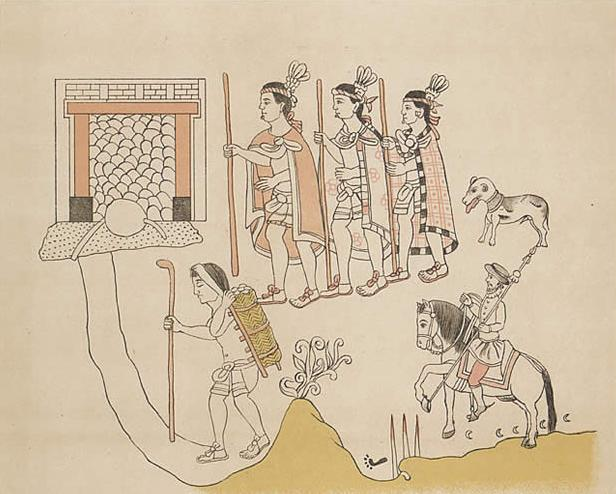
Một trang trong cuốn Lienzo de Tlaxcala cho thấy conquistador Tây Ban Nha bên cạnh các đồng minh Tlaxcala và cửu vạn bản địa.

Các sử liệu mô tả cuộc chinh phục Guatemala từ phía Tây Ban Nha bao gồm hai trong bốn lá thư được viết bởi conquistador Pedro de Alvarado gửi cho Hernán Cortés tại Tenochtitlan vào năm 1524, mô tả chiến dịch tại Cao nguyên Guatemala. Hai bức còn lại đã thất lạc. Gonzalo de Alvarado y Chávez là anh em họ của Pedro de Alvarado; ông tham gia chiến dịch đầu tiên tại Guatemala và vào năm 1525, ông trở thành thủ lĩnh trị an của Santiago de los Caballeros de Guatemala, thủ phủ mới thành lập của Tây Ban Nha. Ghi chép của Gonzalo nhiều phần khớp với của Pedro de Alvarado. Em trai của Pedro de Alvarado, Jorge đã viết một bức thư cho nhà vua Tây Ban Nha giải thích rằng chiến dịch của ông vào năm 1527–1529 mới là sự kiện củng cố thuộc địa nơi đây. Bernal Díaz del Castillo ghi chép rất nhiều về cuộc chinh phục Mexico và các vùng lân cận trong tác phẩm Historia verdadera de la conquista de la Nueva España của ông (Lịch sử thật sự cuộc chinh phục Tân Tây Ban Nha), phần lớn đồng thuận với ghi chép của anh em Alvarado. Tuy vậy, cuốn sách này được hoàn thiện vào khoảng năm 1568, tầm 40 năm sau các chiến dịch mà nó mô tả. Hernán Cortés có thuật lại chuyến thám hiểm của ông tới Honduras với lá thư thứ năm trong Cartas de Relación, kể chi tiết về chuyến thám hiểm băng qua vùng Petén ngày nay. Thầy Dòng Anh Em Giảng Thuyết Bartolomé de las Casas soạn cuốn Brevísima Relación de la Destrucción de las Indias (Ghi chép ngắn về cuộc tiêu diệt người Anh-điêng) cực kỳ quan trọng, tóm lược cuộc chinh phục châu Mỹ và các biến cố ở Guatemala. Nó được xuất bản lần đầu tại Sevilla năm 1552.
Đồng minh bản địa Tlaxcala sát cánh cùng người Tây Ban Nha trong cuộc xâm lược Guatemala cũng để lại rất nhiều ghi chép; bao gồm một bức thư gửi cho nhà vua Tây Ban Nha nhằm phản đối tình cảnh ngược đãi dân bản địa sau khi chiến dịch kết thúc. Một vài ghi chép theo phong cách tượng hình cách điệu bản địa còn được lưu truyền; đó là các bản thảo Lienzo de Quauhquechollan (Quauhquechollan Sử lược), có lẽ được vẽ ở Ciudad Vieja vào những năm 1530, và Lienzo de Tlaxcala (Tlaxcala Sử Lược) được vẽ ở Tlaxcala.
Các tường thuật từ phía các vương quốc Maya cao nguyên bị đánh bại được chép lại trong một số sử liệu bản địa, ví dụ cuốn Biên niên sử Kaqchikels, bao gồm Biên niên sử Xajil mô tả lịch sử người Kaqchikel từ thuở khởi thủy đến cuộc chinh phục năm 1619. Một lá thư viết năm 1571 từ giới quý tộc của người Tzʼutujil Maya vùng Santiago Atitlán bị đánh bại gửi cho vua Tây Ban Nha đã lên án sự lạm dụng dân bản địa nơi đây.
Nhà sử học người Guatemala gốc Tây Ban Nha Francisco Antonio de Fuentes y Guzmán biên soạn cuốn La Recordación Florida, còn gọi là Historia de Guatemala (Lịch sử Guatemala), tới nay vẫn được coi là một trong những tác phẩm quan trọng nhất của lịch sử Guatemala. Đây là lần đầu tiên một cuốn sách được viết bởi người Criollo. Điều tra thực địa hầu như đồng ý với các ước tính về dân số bản địa và quy mô quân đội trong cuốn sách này.

## Bối cảnh
Cristoforo Colombo khám phá Tân Thế giới dưới sự bảo hộ của Vương quốc Castilla vào năm 1492. Các nhà thám hiểm tư nhân đã thỏa ước với Vương miện Tây Ban Nha để chinh phục các vùng đất mới, rồi được hưởng quyền cai trị và thu thuế dân bản địa. Trong những thập kỷ đầu sau khi các vùng đất mới được phát hiện, người Tây Ban Nha chiếm đóng vùng Caribê và thành lập thuộc địa ở Cuba. Họ nghe tin đồn về đế quốc Aztec giàu có sâu trong nội địa phía tây và vào năm 1519, Hernán Cortés ra khơi với 11 con tàu để khám phá bờ biển Mexico. Đến tháng 8 năm 1521, thủ đô Tenochtitlan của người Aztec rơi vào tay Tây Ban Nha. Một người lính đến Mexico vào năm 1520 đã mang theo bệnh đậu mùa và khơi mào cho đại dịch kinh hoàng nhất trong lịch sử, lây lan cho toàn bộ cư dân châu Mỹ. Trong vòng 3 năm sau khi Tenochtitlan thất thủ, người Tây Ban Nha đã chinh phục được phần lớn Mexico, đến tận phía nam eo đất Tehuantepec. Lãnh thổ này được đổi tên thành Tân Tây Ban Nha, được cai trị bởi một phó vương do Vương miện Tây Ban Nha bầu ra và trình đệ lên nhà vua thông qua Hội đồng Anh-điêng. Hernán Cortés được nghe kể về những vùng đất trù phú, đông dân cư hơn ở phía nam và cử Pedro de Alvarado đi thám hiểm những vùng đất này.

### Chuẩn bị
10.000 chiến binh Nahua từ nhiều thành bang của người Mexica và Tlaxcaltec, được tập hợp bởi cựu quân vương Aztec Cuauhtémoc đồng hành cùng Tây Ban Nha trong cuộc viễn chinh này. Các chiến binh bản địa cung cấp vũ khí cho đoàn thám hiểm. Quân đội của Alvarado rời Tenochtitlan vào đầu mùa khô, tức là khoảng tháng 11 và tháng 12 năm 1523. Lúc rời thành, ông dẫn đầu khoảng 400 binh lính Tây Ban Nha cùng khoảng 200 chiến binh Tlaxcaltec, Cholultec và 100 chiến binh Mexica, hội quân với các đạo tăng viện trên đường. Khi đoàn quân rời Lưu vực Mexico, quân số lúc này có lẽ lên tới 20.000 chiến binh bản địa từ nhiều thành bang mặc dù con số chính xác còn bị tranh cãi. Vào thời điểm đoàn quân vượt eo đất Tehuantepec, trợ quân bản địa bao gồm 800 chiến binh từ Tlaxcala, 400 chiến binh từ Huejotzingo, 1600 chiến binh từ Tepeaca và nhiều hơn nữa từ các vùng lãnh thổ Aztec. Các chiến binh Trung Bộ châu Mỹ được tuyển mộ thêm từ Zapotec và Mixtec, rồi còn được bổ sung thêm từ các đơn vị quân Aztec đồn trú tại Soconusco.

## Guatemala thời kỳ tiền chinh phục

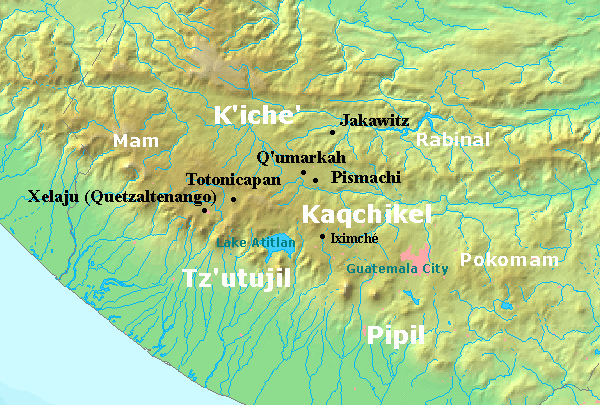
Lược đồ Cao nguyên Guatemala ngay trước cuộc chinh phục của Tây Ban Nha

Vào đầu thế kỷ 16, nhiều chính thể bản địa khác nhau tranh giành vùng đất hiện là Guatemala. Những vương quốc phải kể đến ở đây đó là Kʼicheʼ, Kaqchikel, Tzʼutujil, Chajoma, Mam, Poqomam và Pipil. Tất cả các sắc tộc này đều thuộc nhóm dân tộc Maya ngoại trừ người Pipil, thuộc nhóm dân tộc Nahua nói thứ tiếng thuộc cùng ngữ hệ với người Aztec; họ thành lập một số thành bang nhỏ dọc đồng bằng ven biển Thái Bình Dương miền nam Guatemala và El Salvador. Người Pipil đóng đô tại Itzcuintepec. Người Xinca cũng là một dân tộc khác không thuộc nhóm Maya chiếm cứ vùng ven biển phía đông nam Thái Bình Dương. Người Maya chưa bao giờ thống nhất được về mặt lãnh thổ. Khi người Tây Ban Nha đến đây, nền văn minh Maya đã hàng nghìn năm tuổi.
Trước thềm cuộc chinh phục, một số vương quốc Maya hùng mạnh chi phối vùng cao nguyên Guatemala.. Trong những thế kỷ trước sự xuất hiện của người Tây Ban Nha, người Kʼicheʼ đã tạo dựng được một đế chế nhỏ, bao gồm phần lớn vùng phía tây Cao nguyên Guatemala và đồng bằng ven biển Thái Bình Dương lân cận. Tuy nhiên, vào cuối thế kỷ 15, người Kaqchikel nổi dậy chống lại các đồng minh Kʼicheʼ cũ và lập một vương quốc riêng phía đông nam, lấy Iximche làm thủ đô. Vương quốc Kaqchikel đang trong quá trình tiêu diệt vương quốc Kʼicheʼ khi người Tây Ban Nha tới đây.. Các dân tộc cao nguyên khác bao gồm người Tzʼutujil cát cứ vùng Hồ Atitlan, người Mam trú ngụ ở phía tây cao nguyên và người Poqomam định cư ở phía đông cao nguyên.
Vương quốc Itza là chính thể hùng mạnh nhất vùng trũng Petén phía bắc Guatemala, thủ đô của họ là thành Nojpetén nằm trên một hòn đảo giữa Hồ Petén Itzá. Kình địch chính của họ là vương quốc Kowoj. Người Kowoj định cư về phía đông của Itza, xung quanh các hồ như: Hồ Salpetén, Hồ Macanché, Hồ Yaxhá và Hồ Sacnab. Còn nhiều nhóm bản địa khác vùng này, nhưng ta có ít thông tin về phạm vi lãnh thổ và cấu trúc chính trị của họ; số đó bao gồm người Chinamita, người Kejache, người Icaiche, người Lakandon Chʼol, người Mopan, người Manche Chʼol và người Yalain. Người Kejache chiếm đóng khu vực phía bắc của hồ trên tuyến đường đến Campeche, còn người Mopan và Chinamita cát cứ phía đông nam Petén. Lãnh thổ Manche nằm về phía tây nam của Mopan. Lãnh thổ Yalain nằm ngay phần phía đông của Hồ Petén Itzá.

## Dòng sự kiện
| Ngày tháng              | Sự kiện | Đơn vị hành chính hiện nay                                          |
| ----------------------- | --- | ------------------------------------------------------------------- |
| 1521                    | Tây Ban Nha hạ thành Tenochtitlan | Mexico                                                              |
| 1522                    | Đồng minh của Tây Ban Nha thám thính Soconusco và gặp các phái đoàn ngoại giao từ Kʼicheʼ và Kaqchikel                                                                      | Chiapas, Mexico                                                     |
| 1523                    | Pedro de Alvarado tới Soconusco | Chiapas, Mexico                                                     |
| tháng 2 – tháng 3, 1524 | Tây Ban Nha đánh bại người Kʼicheʼ | Retalhuleu, Suchitepéquez, Quetzaltenango, Totonicapán và El Quiché |
| 8 tháng 2 năm 1524      | Trận Zapotitlán, Tây Ban Nha đại thắng quân Kʼicheʼ | Suchitepéquez                                                       |
| 12 tháng 2 năm 1524     | Trận Quetzaltenango lần thứ nhất, lãnh chúa Kʼicheʼ tên là Tecun Uman tử trận                                                                                               | Quetzaltenango                                                      |
| 18 tháng 2 năm 1524     | Trận Quetzaltenango lần thứ hai | Quetzaltenango                                                      |
| tháng 3 năm 1524        | Quân Tây Ban Nha lãnh đạo bởi Pedro de Alvarado đánh chiếm thành Qʼumarkaj, thủ đô của người Kʼicheʼ                                                                        | El Quiché                                                           |
| 14 tháng 4 năm 1524     | Tây Ban Nha tiến vào Iximche và liên minh với người Kaqchikel | Chimaltenango                                                       |
| 18 tháng 4 năm 1524     | Tây Ban Nha đánh bại quân Tzʼutujil bên bờ Hồ Atitlán | Sololá                                                              |
| 9 tháng 5 năm 1524      | Pedro de Alvarado đánh bại người Pipil vùng Panacal hoặc Panacaltepeque tại Izcuintepeque                                                                                   | Escuintla                                                           |
| 26 tháng 5 năm 1524     | Pedro de Alvarado đánh bại người Xinca xứ Atiquipaque | Santa Rosa                                                          |
| 27 tháng 7 năm 1524     | Iximche được chọn làm thủ phủ thuộc địa Guatemala | Chimaltenango                                                       |
| 28 tháng 8 năm 1524     | Người Kaqchikel bỏ thành Iximche và rạn nứt liên minh | Chimaltenango                                                       |
| 7 tháng 9 năm 1524      | Tây Ban Nha tuyên chiến với người Kaqchikel | Chimaltenango                                                       |
| 1525                    | Thủ đô của Poqomam rơi vào tay Pedro de Alvarado | Guatemala                                                           |
| 13 tháng 3 năm 1525     | Hernán Cortés tới Hồ Petén Itzá | Petén                                                               |
| tháng 10 năm 1525       | Zaculeu, thủ phủ của người Mam, đầu hàng Gonzalo de Alvarado y Contreras sau một trận vây hãm dai dẳng                                                                      | Huehuetenango                                                       |
| 1526                    | Chajoma khởi nghĩa chống Tây Ban Nha | Guatemala                                                           |
| 1526                    | Acasaguastlán trở thành encomienda của Diego Salvatierra | El Progreso                                                         |
| 1526                    | Đại úy Tây Ban Nha được cử đi bởi Alvarado đánh chiếm Chiquimula | Chiquimula                                                          |
| 9 tháng 2 năm 1526      | Lính đào ngũ Tây Ban Nha thiêu rụi thành Iximche | Chimaltenango                                                       |
| 1527                    | Tây Ban Nha từ bỏ thủ phủ Tecpán Guatemala | Chimaltenango                                                       |
| 1529                    | San Mateo Ixtatán trở hành encomienda của Gonzalo de Ovalle | Huehuetenango                                                       |
| tháng 9 năm 1529        | Quân Tây Ban Nha bị đánh tan tại Uspantán | El Quiché                                                           |
| tháng 4 năm 1530        | Khởi nghĩa ở Chiquimula bị dập tắt | Chiquimula                                                          |
| 9 tháng 5 năm 1530      | Kaqchikel đầu hàng | Sacatepéquez                                                        |
| tháng 12 năm 1530       | Ixil và Uspantek đầu hàng | El Quiché                                                           |
| tháng 4 năm 1533        | Juan de León y Cardona thành lập San Marcos và San Pedro Sacatepéquez | San Marcos                                                          |
| 1543                    | Lập nền móng của Cobán | Alta Verapaz                                                        |
| 1549                    | Các reducciones (một kiểu trại tập trung, thường là những ngôi làng dành cho người Anh-điêng dựng lên bởi Tây Ban Nha) đầu tiên được thành lập cho người Chuj và Qʼanjobʼal | Huehuetenango                                                       |
| 1551                    | Corregimiento của San Cristóbal Acasaguastlán được thành lập | El Progreso, Zacapa và Baja Verapaz                                 |
| 1555                    | Maya vùng trũng giết Domingo de Vico | Alta Verapaz                                                        |
| 1560                    | Các reducciones dựng lên cho người Topiltepeque và Lakandon Chʼol | Alta Verapaz                                                        |
| 1618                    | Các nhà truyền giáo dòng Phan Sinh tới Nojpetén, thủ phủ của người Itzá | Petén                                                               |
| 1619                    | Các sứ mệnh truyền giáo tới Nojpetén | Petén                                                               |
| 1684                    | Các reducciones dựng lên cho người San Mateo Ixtatá và Santa Eulalia | Huehuetenango                                                       |
| 29 tháng 1 năm 1686     | Melchor Rodríguez Mazariegos rời Huehuetenango, dẫn đầu cuộc viễn chinh tới Lacandón                                                                                        | Huehuetenango                                                       |
| 1695                    | Thầy dòng Phan Sinh Andrés de Avendaño bắt đầu cải đạo người Itzá | Petén                                                               |
| 28 tháng 2 năm 1695     | Các cuộc viễn chinh được cử đi từ Cobán, San Mateo Ixtatá và Ocosingo chống lại Lacandón                                                                                    | Alta Verapaz, Huehuetenango và Chiapas                              |
| 1696                    | Andrés de Avendaño buộc phải chạy trốn khỏi Nojpetén | Petén                                                               |
| 13 tháng 3 năm 1697     | Nojpetén rơi vào tay Tây Ban Nha sau một cuộc chiến khốc liệt | Petén                                                               |

## Cao nguyên Guatemala
Bernal Díaz del Castillo

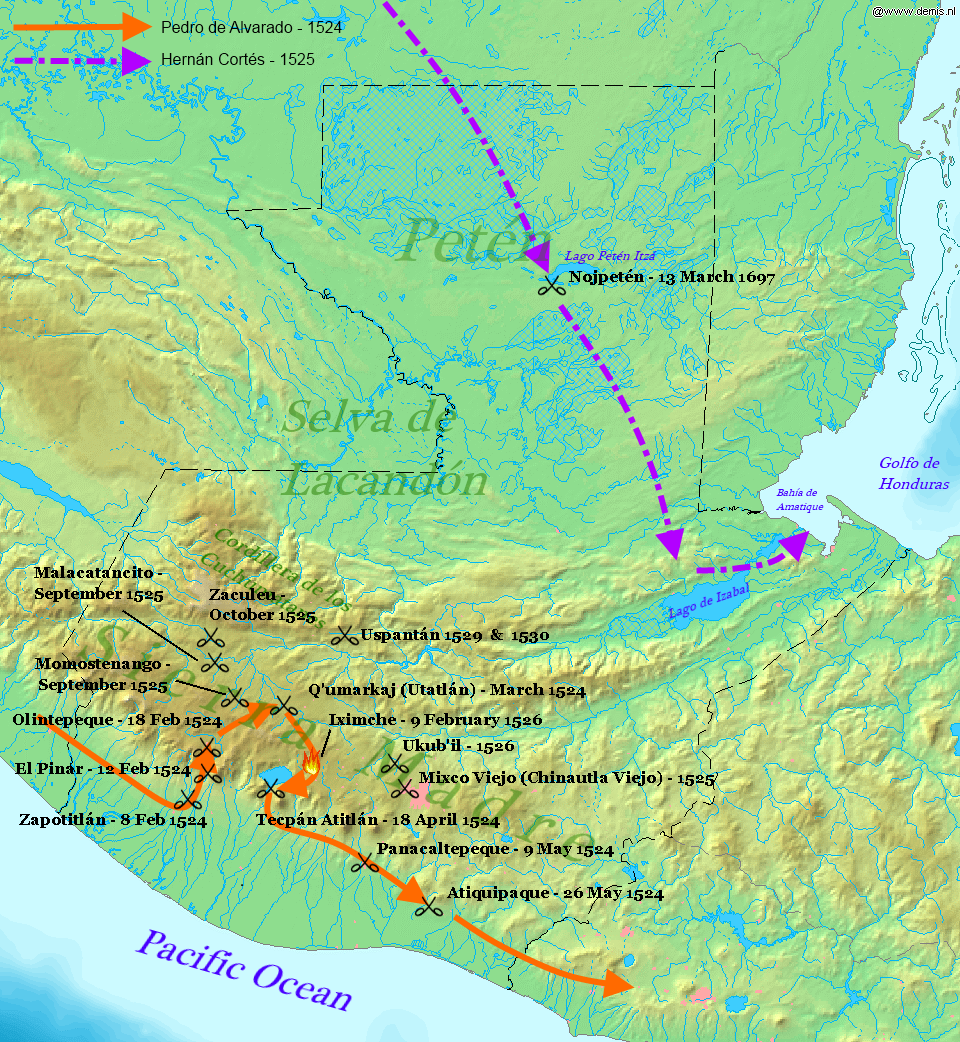
Lược đồ đường tiến quân của Tây Ban Nha cùng với địa điểm các trận đánh lớn trong cuộc chinh phục Guatemala.

Cuộc chinh phục cao nguyên rất khó khăn bởi có nhiều vương quốc định cư vùng này thay vì một chính thể duy nhất như tại Trung Bộ châu Mỹ. Sau khi thủ đô Tenochtitlan của Đế quốc Aztec rơi vào tay Tây Ban Nha năm 1521, Kaqchikel Maya của Iximche và Kʼicheʼ Maya của Qʼumarkaj phái sứ thần tới Hernán Cortés tuyên bố trung thành với nhà cai trị mới của Mexico. Năm 1522, Cortés cử các đồng minh Mexico đi trinh sát vùng Soconusco tại Chiapas, nơi họ gặp các phái đoàn mới từ Iximche và Qʼumarkaj tại Tuxpán; cả hai vương quốc Maya đều quy thuận vua Tây Ban Nha. Nhưng các đồng minh của Cortés ở Soconusco đã sớm bẩm báo cho ông rằng người Kʼicheʼ và Kaqchikel không thực sự trung thành. Cortés phái Pedro de Alvarado với 180 kỵ binh, 300 bộ binh, lính bắn nỏ, lính mang súng hỏa mai, 4 khẩu pháo, một lượng lớn đạn dược và thuốc súng, cùng hàng ngàn chiến binh Mexico đồng minh từ Tlaxcala, Cholula và các thành bang khác ở miền trung Mexico hành quân tới Soconusco vào năm 1523. Pedro de Alvarado là kẻ chủ mưu vụ thảm sát quý tộc Aztec tại Tenochtitlan và theo lời kể của Bartolomé de las Casas, ông ta còn tiếp tục phạm những tội ác tày trời tại Guatemala. Nhiều vương quốc như Tzʼutujil và Kʼicheʼ vùng Quetzaltenango quy phục người Tây Ban Nha sau khi cuộc chinh phục hoàn tất và cung cấp binh lực cho Tây Ban Nha để tiếp tục các chiến dịch thọc sâu hơn vào nội địa. Tuy nhiên, vẫn có nhiều nơi không chịu ách đô hộ mà liên tục khởi nghĩa.

### Khuất phục người Kʼicheʼ
Pedro de Alvarado miêu tả trận chiến tại Quetzaltenango trong lá thư thứ ba gửi Hernán Cortés
Đạo quân của Pedro de Alvarado tiến dọc bờ Thái Bình Dương không bị cản trở cho đến khi tới được sông Samalá phía tây Guatemala, thuộc vương quốc Kʼicheʼ. Quân Kʼicheʼ thất bại trong nỗ lực ngăn chặn người Tây Ban Nha vượt sông. Các conquistador cướp bóc làng mạc Kicheʼ để gieo rắc nỗi sợ. Ngày 8 tháng 2 năm 1524, binh lính của Alvarado giao chiến tại Xetulul (còn được gọi là Zapotitlán bởi các đồng minh Mexico - tức San Francisco Zapotitlán hiện đại). Mặc dù chịu thương vong đáng kể từ cung thủ Kʼicheʼ, liên quân Tây Ban Nha vẫn xông vào được thị trấn và dựng trại ở khu chợ. Alvarado quay lại và đi ngược dòng vào dãy núi Sierra Madre nhằm tiến thẳng tới trung tâm của vương quốc Kʼicheʼ, băng qua đường đèo vào thung lũng Quetzaltenango màu mỡ. Vào ngày 12 tháng 2 năm 1524, các đồng minh Mexico của Alvarado bị phục kích nhưng đội kỵ binh Tây Ban Nha theo sau đã kịp thời đánh tan quân Kʼicheʼ và bẻ gãy hoàn toàn ý chí quân địch. Kỵ binh phân tán quân Kʼicheʼ để lực lượng bộ binh có thể tiến vào thành phố Xelaju (Quetzaltenango hiện đại) đã bị bỏ hoang. Các sử gia thời nay hầu hết đồng ý rằng hoàng tử Kʼicheʼ tên Tecun Uman đã hi sinh trong một trận chiến gần Olintepeque, các sử liệu Tây Ban Nha cho rằng có ít nhất một hoặc tận hai trong số các lãnh chúa Qʼumarkaj bị giết trong trận chiến tại Quetzaltenango. Tecun Umancos lẽ đã hy sinh tại trận El Pinar, nhưng truyện dân gian địa phương cho rằng ông chết ở Llanos de Urbina (Đồng cỏ Urbina), lúc tiếp cận Quetzaltenango gần ngôi làng Cantel hiện đại. Trong bức thư ngày 11 tháng 4 năm 1524 gửi Hernán Cortés từ Qumarkaj, Pedro de Alvarado có đề cập đến cái chết của một trong bốn lãnh chúa Qʼumarkaj tại Quetzaltenango. Gần một tuần sau, vào ngày 18 tháng 2 năm 1524, một đạo quân Kʼicheʼ đã nghênh chiến với quân Tây Ban Nha tại thung lũng Quetzaltenango và bị đánh bại hoàn toàn; nhiều quý tộc Kʼicheʼ tử trận. Người Kʼicheʼ chết nhiều đến nỗi Olintepeque còn có biệt danh là Xequiquel, tiếng Nahualt nghĩa là "tắm máu". Đầu thế kỷ XVII, cháu trai của vua Kʼicheʼ đã báo cáo với corregidor (quan chức thực dân cao nhất) rằng đạo quân Kʼicheʼ xuất hành từ Qʼumarkaj để đối đầu với quân xâm lược có 30.000 chiến binh, con số mà có thể coi là đáng tin cậy. Trận chiến đã rút kiệt lực của quân đội Kʼicheʼ, buộc họ phải cầu hòa và ngỏ ý mời Pedro de Alvarado tiến vào thành Qʼumarkaj (được gọi là Tecpan Utatlan trong tiếng Nahuatl của các đồng minh Mexico). Alvarado vẫn nghi ngại về ý đồ của người Kʼicheʼ nhưng rốt cuộc chấp nhận lời mời của họ.
Một ngày sau trận Olintepeque, quân đội Tây Ban Nha đến Tzakahá, nơi chiêu hàng ngay lập tức. Ở đó, các tuyên úy Tây Ban Nha là Juan Godinez và Juan Díaz đã dựng một đền Công giáo La Mã dưới một mái nhà tạm bợ; địa điểm này sau này đã được chọn để xây dựng nhà thờ đầu tiên ở Guatemala tôn vinh Concepción La Conquistadora. Tzakahá về sau được đổi tên thành San Luis Salcajá. Thánh lễ Phục sinh đầu tiên tại Guatemala được tổ chức tại nhà thờ này và giới quý tộc bản địa được rửa tội tại dịp đó.

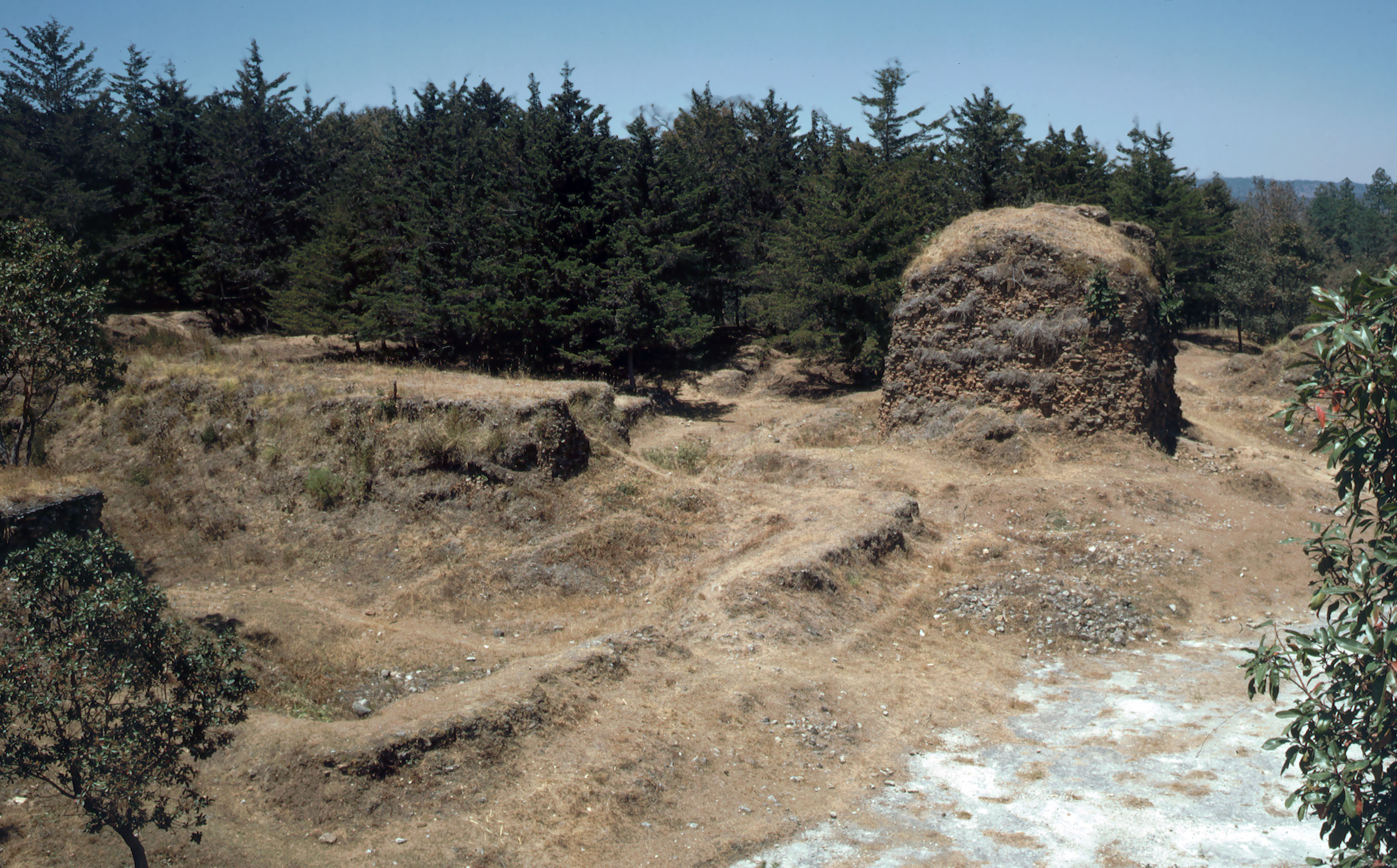
Qʼumarkaj, thủ đô của vương quốc Kʼicheʼ, bị thiêu rụi bởi quân Tây Ban Nha.

Vào tháng 3 năm 1524, Pedro de Alvarado tiến vào Qʼumarkaj nhờ lời mời của các lãnh chúa Kʼicheʼ sau thất bại thảm khốc của họ. Alvarado nghĩ rằng đây là bẫy, nên đóng quân ngoài đồng bằng thay vì trú ở trong thành phố. Lo sợ số lượng lớn các chiến binh Kʼicheʼ tập trung ở ngoài và không thể tối ưu kỵ binh trong đường phố chất hẹp của Qʼumarkaj, Alvarado mời các lãnh chúa của thành phố, Oxib-Keh (ajpop, hoặc vua) và Beleheb-Tzy (ajpop kʼamha, hay vua bầu), đến gặp mặt ông ở khu trại. Họ mắc mưu Alvarado và bị bắt giữ làm con tin. Các chiến binh Kʼicheʼ trông thấy chúa của họ bị bắt, liền tấn công các đồng minh bản địa Tây Ban Nha và suýt giết được một trong những người lính Tây Ban Nha. Alvarado quyết định để các lãnh chúa Kʼicheʼ được rửa tội để thiêu sống trên giàn dáo, sau đó tiến hành đốt cháy toàn bộ thành phố. Sau khi thành Qʼumarkaj thất thủ, Pedro de Alvarado loan tin tới Iximche, thủ đô của người Kaqchikel, và đề xuất một liên minh chống lại quân kháng chiến Kʼicheʼ. Alvarado khẳng định ông đã cử 4.000 chiến binh tới hỗ trợ, mặc dù sử liệu bên Kaqchikel nói rằng họ chỉ gửi 400 chiến binh.

### San Marcos: Tecusitlán và Lacandón
Với sự đầu hàng của vương quốc Kʼicheʼ, nhiều dân tộc phi Kʼicheʼ dưới sự thống trị của Kʼicheʼ cũng quy thuận theo Tây Ban Nha. Những nhóm này bao gồm các cư dân Mam của khu vực hiện thuộc San Marcos. Quetzaltenango và San Marcos được điều hành bởi Juan de León y Cardona, thực hiện chính sách reducciones tập trung dân cư bản địa và đặt nền tảng cho các thị trấn Tây Ban Nha. Các thị trấn San Marcos và San Pedro Sacatepéquez được thành lập ngay sau cuộc chinh phục miền tây Guatemala. Năm 1533, Pedro de Alvarado cử Juan de León y Cardona đi khám phá và chinh phục khu vực xung quanh các ngọn núi lửa Tacaná, Tajumulco, Lacandón và San Antonio; trong thời kỳ thuộc địa, khu vực này được gọi là Tỉnh Tecusitlán và Lacandón. De León cùng 50 người Tây Ban Nha và đồng minh hành quân đến thành phố Maya được gọi là Quezalli trong tiếng Nahuatl; nó còn một tên khác là Sacatepequez. De León đổi tên thành phố thành San Pedro Sacatepéquez để vinh danh người anh em Pedro de Angulo. Người Tây Ban Nha thành lập một ngôi làng gần đó tại Candacuchex vào tháng 4 năm đó, đổi tên thành San Marcos.

### Liên minh với Kaqchikel
Vào ngày 14 tháng 4 năm 1524, ngay sau khi đánh bại người Kʼicheʼ, người Tây Ban Nha được mời vào Iximche và được các lãnh chúa Belehe Qat và Cahi Imox đón nhận. Các chúa Kaqchikel cung cấp quân lực cho các conquistador để đánh dẹp tàn quân Kʼicheʼ và nhờ người Tây Ban Nha chinh phục vương quốc Tzʼutuhil láng giềng. Người Tây Ban Nha chỉ nán lại Iximche một thời gian ngắn rồi tiến tới Atitlán, Escuintla và Cuscatlán. Người Tây Ban Nha quay lại Iximche vào ngày 23 tháng 7 năm 1524 và vào ngày 27 tháng 7, (1 Q'at trong lịch Kaqchikel) Pedro de Alvarado tuyên bố Iximche là thủ đô đầu tiên của Guatemala, với tên gọi Santiago de los Caballeros de Guatemala ("Thánh James của Hiệp sĩ Guatemala "). Iximche được người Tây Ban Nha gọi là Guatemala, bắt nguồn từ Quauhtemalla trong tiếng Nahuatl có nghĩa là "vùng đất có rừng". Họ không dùng tên gốc tiếng Kaqchikel (một ngôn ngữ trong ngữ hệ Maya) để chỉ thành phố mà thay thế nó bằng cái tên tiếng Nahuatl của các đồng minh Mexico. Tên của đất nước Guatemala ngày nay cũng chính là bắt nguồn từ đây. Khi Pedro de Alvarado mang quân đến Iximche, ông ủy quyền cho Juan de León y Cardona tiếp quản vương quốc Kʼicheʼ. Mặc dù de León y Cardona được giao quyền thống trị vùng phía tây thuộc địa mới, ông vẫn đóng vai trò rất quan trọng trong các cuộc chinh phục kế tiếp, bao gồm cuộc tấn công vào thủ đô Poqomam sau này.

### Chinh phục Tzʼutujil

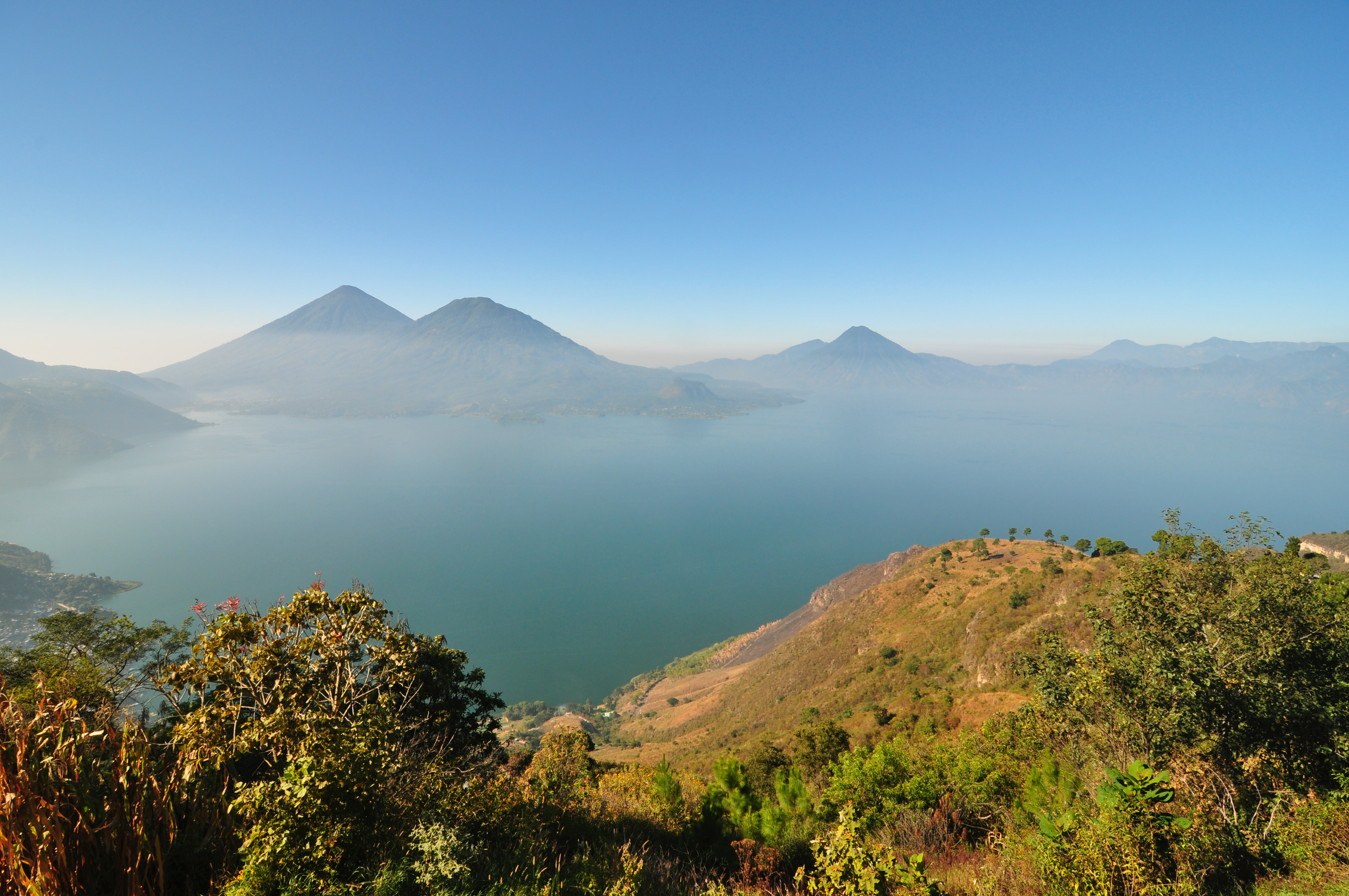
Vương quốc Tzʼutujil có kinh đô nằm bên bờ Hồ Atitlán.

Kaqchikel dường như đã liên minh với Tây Ban Nha để đánh bại kẻ thù của họ, Tzʼutujil, có thủ đô là Tecpan Atitlan. Pedro de Alvarado phái hai sứ giả Kaqchikel đến Tecpan Atitlan nhưng cả hai đều bị giết. Khi hay tin này, các conquistador quyết định tiến đánh Tzʼutujil cùng với các đồng minh Kaqchikel. Pedro de Alvarado rời Iximche chỉ 5 ngày sau khi ở đó, với 60 kỵ binh, 150 bộ binh Tây Ban Nha và một số lượng chiến binh Kaqchikel không rõ. Liên quân đến được bờ hồ sau một ngày hành quân vất vả. Không thấy sự phản kháng nào, Alvarado cưỡi ngựa đi dọc theo bờ hồ với 30 kỵ binh tiền quân. Đối diện một hòn đảo đông dân, người Tây Ban Nha cuối cùng cũng chạm mặt các chiến binh Tzʼutujil thù địch, họ đánh vỡ và truy đuổi quân Tzʼutujil tới một bờ đắp hẹp. Vì lối đi quá hẹp, nhóm của Alvarado bèn xuống ngựa và rượt đuổi trước khi quân Tzʼutujil có thể phá hủy những cây cầu. Hậu quân Alvarado nhanh chóng bắt kịp và xông vào hòn đảo thành công. Tàn quân Tzʼutujil nhảy xuống hồ và bơi đến nơi an toàn trên một hòn đảo khác. Tuy nhiên, người Tây Ban Nha không thể tiếp tục truy bắt những kẻ sống sót vì 300 chiếc xuồng tiếp viện của người Kaqchikel vẫn chưa đến. Trận đánh này diễn ra vào ngày 18 tháng 4.
Ngày hôm sau, người Tây Ban Nha tiến vào Tecpan Atitlan nhưng không thấy một bóng người. Pedro de Alvarado dựng trại ở trung tâm thành phố và phái trinh sát đi tìm kẻ thù. Họ bắt được một số dân địa phương và cử họ đi lan tin tới các lãnh chúa Tzʼutujil, ra lệnh cho họ quy thuận nhà vua Tây Ban Nha. Các lãnh tụ Tzʼutujil đầu hàng Pedro de Alvarado và thề trung thành với Tây Ban Nha, Alvarado hoàn thành chiến dịch và quay trở về Iximche. Ba ngày sau khi Pedro de Alvarado trở về Iximche, các lãnh chúa Tzʼutujil ra mặt để cam kết lòng trung thành của họ và dâng cống phẩm cho những người chinh phục. Một thời gian ngắn sau đó, một số lãnh chúa đến từ vùng đất thấp Thái Bình Dương tới đây để thề trung thành với nhà vua Tây Ban Nha, mặc dù Alvarado không nêu tên họ trong các lá thư của ông; họ đã xác nhận các báo cáo của Kaqchikel rằng xa hơn về phía đồng bằng Thái Bình Dương, có một vương quốc tên là Izcuintepeque trong tiếng Nahuatl, hay Panatacat trong tiếng Kaqchikel, nơi cư dân rất hiếu chiến và thù địch với các nước láng giềng.

### Người Kaqchikel khởi nghĩa
Pedro de Alvarado bắt đầu đòi vàng từ dân Kaqchikel, làm rạn nứt tình đoàn kết của hai phe. Ông yêu cầu các vị chúa của họ cống nạp 1000 lá vàng, mỗi lá trị giá 15 peso.
Thầy tu Kaqchikel tiên tri rằng các vị thần của họ sẽ tiêu diệt người Tây Ban Nha, khuyên dân chúng từ bỏ thành phố và chạy lên rừng núi vào ngày 28 tháng 8 năm 1524 (7 Ahmak trong lịch Kaqchikel). Mười ngày sau, Tây Ban Nha tuyên chiến với người Kaqchikel. Hai năm sau, vào ngày 9 tháng 2 năm 1526, một toán lính Tây Ban Nha gồm 16 kẻ đã đốt cháy cung điện Ahpo Xahil, cướp phá đền thờ và bắt cóc một thầy tu; người Kaqchikel cáo buộc Pedro de Alvarado là người đứng sau vụ này. Conquistador Bernal Díaz del Castillo có kể lại vào năm 1526 rằng ông đã trở lại Iximche và qua đêm tại "thành phố cổ Guatemala" cùng với Luis Marín và các thành viên khác trong chuyến thám hiểm của Hernán Cortés đến Honduras. Ông kể lại rằng những ngôi nhà của thành phố vẫn còn nguyên vẹn; ghi chép này là những mô tả cuối cùng về thành phố trong tình trạng còn tốt.
Kaqchikels Sử Ký
Người Tây Ban Nha thành lập một thị trấn mới tại Tecpán Guatemala gần đó; Tecpán trong tiếng Nahuatl nghĩa là "cung điện", do đó tên của thị trấn mới được dịch là "cung điện giữa rừng cây". Người Tây Ban Nha từ bỏ Tecpán vào năm 1527 vì sự quấy nhiễu liên tục của quân Kaqchikel và di chuyển đến Thung lũng Almolonga về phía đông, tái lập thủ phủ tại quận San Miguel Escobar nay là Vie Vieja, gần Antigua Guatemala. Các đồng minh Nahua và Oaxaca của Tây Ban Nha định cư ở vùng Vie Vieja, sau này được gọi là Almolonga (không nên nhầm lẫn với Almolonga gần Quetzaltenango); đồng minh Zapotec và Mixtec dựng lên thị trấn San Gaspar Vivar, cách Almolonga 2 kilômét (1,2 mi) về phía đông bắc, và định cư ở đó.
Người Kaqchikel tiếp tục kháng chiến chống Tây Ban Nha trong nhiều năm, nhưng vào ngày 9 tháng 5 năm 1530, kiệt sức vì chiến tranh dẫn đến cái chết của nhiều chiến binh giỏi và mùa màng đã bị tàn phá, hai vị chúa của hai gia tộc quyền quý nhất trở về từ vùng rừng. Một ngày sau, nhiều quý tộc và gia đình của họ cùng nhân dân ra mặt đầu hàng tại Ciudad Vieja. Các cư dân cũ của Iximche bị người Tây Ban Nha phân tán; một số được chuyển đến Tecpán, phần còn lại đến Sololá và các thị trấn khác quanh hồ Atitlán.

### Vây hãm Zaculeu

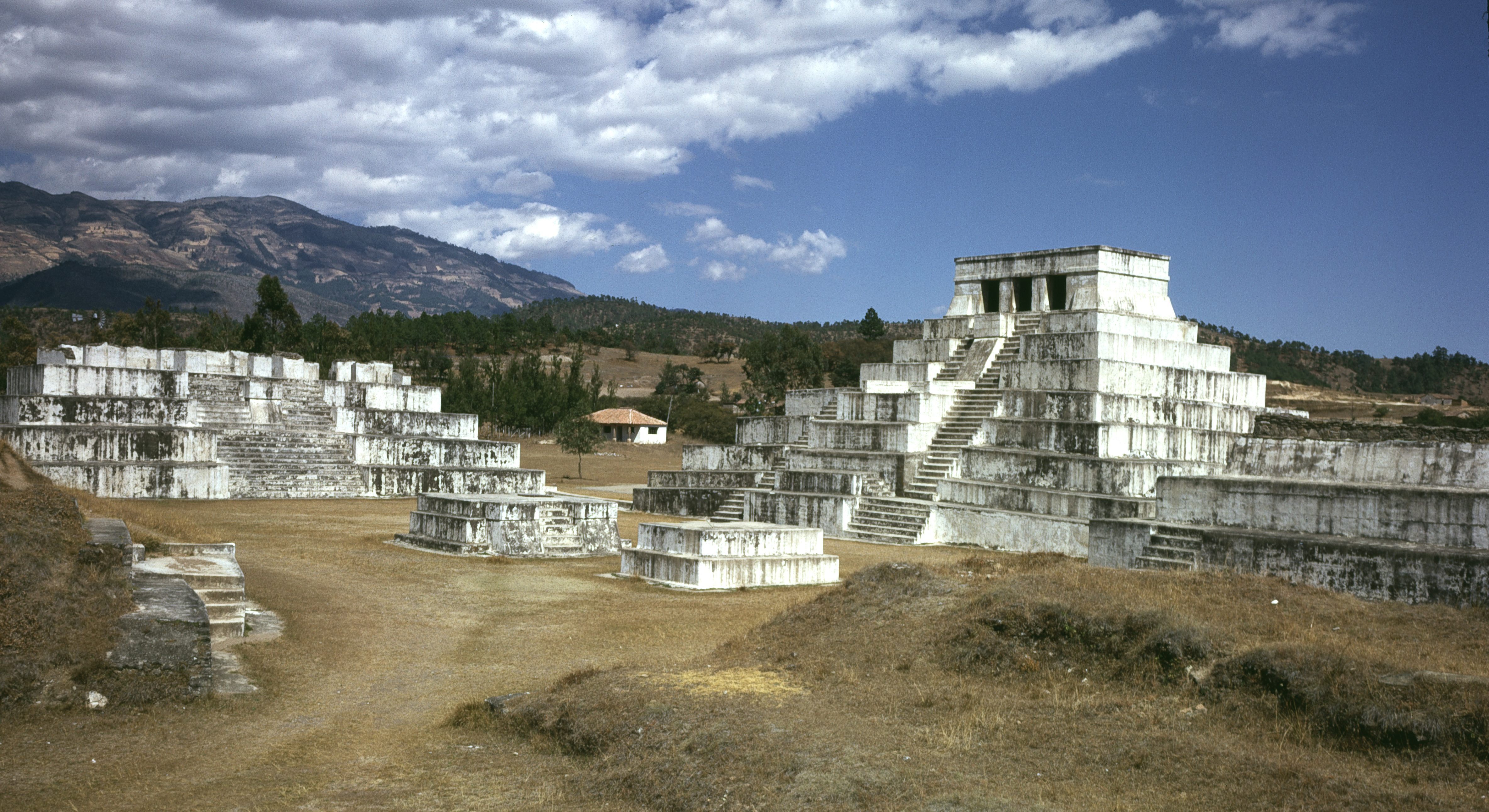
Thành Zaculeu rơi vào tay Gonzalo de Alvarado y Contreras sau cuộc vây hãm kéo dài vài tháng.

Phần đông dân Mam sống quanh Xinabahul (cũng có khi viết là Chinabjul), nay là thành phố Huehuetenango. Các thành lũy Zaculeu là nơi ẩn náu an toàn trong cuộc chinh phục. Ngôi thành này bị vây hãm bởi Gonzalo de Alvarado y Contreras, em trai của conquistador Pedro de Alvarado, năm 1525, với 40 kỵ binh Tây Ban Nha và 80 bộ binh Tây Ban Nha, cùng khoảng 2.000 đồng minh Mexico và Kʼicheʼ. Gonzalo de Alvarado rời trại Tây Ban Nha tại Tecpán Guatemala vào tháng 7 năm 1525 và hành quân đến thị trấn Totonicapán, nơi ông dùng làm căn cứ tiếp tế. Từ Totonicapán, đoàn thám hiểm bắc tiến đến Momostenango, bị trì hoãn bởi những cơn mưa lớn. Momostenango nhanh chóng thất thủ sau một trận chiến kéo dài 4 tiếng. Ngày hôm sau, Gonzalo de Alvarado hành quân lên Huehuetenango và đụng độ với một đội quân Mam gồm 5.000 chiến binh từ Malacatán gần đó (Malacatancito hiện đại). Quân đội Mam tiến qua đồng bằng trong đội hình chiến đấu, bị đón đánh bởi đội kỵ binh Tây Ban Nha khiến họ rơi vào thế hỗn loạn. Bộ binh sau đó quét sạch tàn quân Mam. Gonzalo de Alvarado đâm cây thương qua người vị tướng Mam là Canil Acab, khiến quân Mam vỡ trận, nhiều kẻ sống sót chạy trốn lên đồi. Alvarado tiến vào thành Malacatán chỉ còn người bệnh và người già bị bỏ lại. Người Mam trên đồi chiêu hàng và được Alvarado chấp nhận. Quân đội Tây Ban Nha nghỉ ngơi vài ngày, rồi tiến tới Huehuetenango đã bị bỏ hoang. Vua Mam là Kaybʼil Bʼalam đã biết về bước tiến của người Tây Ban Nha liền rút về thành Zaculeu. Alvarado gửi thông điệp tới Zaculeu, liệt kê các điều khoản đầu hàng với vua Mam nhưng bị khước từ.
Kaybʼil Bʼalam chỉ huy tầm 6.000 chiến binh triệu tập từ Huehuetenango, Zaculeu, Cuilco và Ixtahuacán. Ngôi thành được bao quanh ba phía bởi các khe núi sâu và sở hữu hệ thống tường hào rất đáng gờm. Gonzalo de Alvarado, mặc dù đông đảo hơn gấp đôi, dè chừng tấn công lối vào phía bắc. Các chiến binh Mam đánh lui được bộ binh Tây Ban Nha nhưng không thể chống đỡ được các cuộc xung kích liên tiếp của kỵ binh. Khoảng 2.000 chiến binh bên trong Zaculeu tràn ra tăng viện nhưng không tài nào đẩy quân Tây Ban Nha ra được. Kaybʼil Bʼalam thấy rằng đánh với Tây Ban Nha ở vùng đồng bằng mở là bất khả thi, bèn hạ lệnh rút quân vào thành. Trong lúc Alvarado cho đào hào để bao vây pháo đài, một đạo quân 8.000 chiến binh đổ xuống Zaculeu từ vùng núi Cuchumatanes phía bắc, viện trợ từ các thị trấn liên minh với thành bang. Alvarado trao quyền cho Antonio de Salazar giám sát cuộc bao vây còn ông thì hành quân lên bắc để đối đầu với quân đội Mam. Quân Mam bị bất ngờ và chưa kịp tổ chức, mặc dù quân số đông đảo như bộ binh Tây Ban Nha, họ bị đánh tan bởi kỵ binh trên đồng bằng mở. Alvarado quay trở lại để củng cố cuộc bao vây. Sau vài tháng, dân Mam chết đói. Kaybʼil Bʼalam chiêu hàng và giao nộp thành cho Tây Ban Nha vào giữa tháng 10 năm 1525. 1.800 người Anh-điêng chết đói và những người sống sót đã phải ăn xác chết. Sau khi Zaculeu thất thủ, một đơn vị đồn trú của Tây Ban Nha đóng ở Huehuetenango dưới sự chỉ huy của Gonzalo de Solís; Gonzalo de Alvarado trở lại Tecpán Guatemala để bẩm báo chiến thắng này với anh trai.

### Chinh phục Poqomam
Năm 1525, Pedro de Alvarado phái một đại đội nhỏ đi chinh phục Mixco Viejo (Chinautla Viejo), thủ đô của người Poqomam. Người Tây Ban Nha hành quân qua ải hẹp phía tây nhưng bị đẩy lui với tổn thất nặng nề. Alvarado phát động cuộc tấn công thứ hai với 200 đồng minh Tlaxcala nhưng tiếp tục thất bại. Poqomam may mắn nhận được tiếp viện, có lẽ từ Chinautla, và hai đội quân đụng độ trên vùng đất mở bên ngoài thành phố. Trận chiến hỗn loạn và kéo dài hết buổi sáng nhưng kỵ binh Tây Ban Nha lại một lần nữa tỏ sự lợi hại, buộc quân tiếp viện Poqomam phải rút lui. Các tướng lĩnh đạo quân tiếp viện chiêu hàng Tây Ban Nha 3 ngày sau khi họ rút lui và tiết lộ lối hang động bí mật dẫn ra một con sông gần đó.
Nắm được thông tin này, Alvarado cho 40 binh lính bịt lối ra và tiến hành một cuộc tấn công dọc khe núi từ phía tây, theo một hàng duy nhất do đường hẹp, với lính bắn nỏ xen kẽ với lính mang súng hỏa mai, mỗi người lính đều có một người đồng hành cầm khiên che chắn mũi tên và đá. Chiến thuật này cho phép người Tây Ban Nha vượt ải và xông vào thành phố. Các chiến binh Poqomam hoảng loạn và bắt đầu rút lui vô tổ chức. Những kẻ tìm cách chạy xuống thung lũng lân cận bị kỵ binh Tây Ban Nha phục kích ở lối ra hang, số khác bị bắt và giải về thành phố. Cuộc bao vây kéo dài hơn một tháng và vì sức mạnh phòng thủ đáng gờm của thành phố, Alvarado hạ lệnh thiêu rụi nó và phân tán cư dân thành phố đến ngôi làng Mixco thuộc địa mới.

### Tái định cư dân Chajoma
Không có nguồn trực tiếp nào mô tả cuộc chinh phục Chajoma của người Tây Ban Nha nhưng dường như đây là một chiến dịch dãn ra chứ không phải là một chiến thắng nhanh chóng. Mô tả duy nhất về cuộc chinh phục Chajoma là một ghi chép phụ xuất hiện trong tác phẩm của Francisco Antonio de Fuentes y Guzmán vào thế kỷ 17, rất lâu sau sự kiện này. Sau cuộc chinh phục, cư dân ở phía đông của vương quốc bị di dời đến San Pedro Sacatepéquez, bao gồm một số cư dân của khu khảo cổ hiện được gọi là Mixco Viejo (Jilotepeque Viejo). Phần dân số còn lại của Mixco Viejo, cùng với các người dân vùng phía tây vương quốc, bị di dời sang thị trấn San Martín Jilotepeque. Người Chajoma nổi dậy chống Tây Ban Nha vào năm 1526, giao tranh tại Ukubʼil, một địa điểm không rõ nằm đâu đó gần các thị trấn hiện đại San Juan Sacatepéquez và San Pedro Sacatepéquez.
Trong thời kỳ thuộc địa, hầu hết cư dân Chajoma bị buộc phải chuyển tới một trong ba thị trấn gần nhất với nơi sống của họ là San Juan Sacatepéquez, San Pedro Sacatepéquez và San Martín Jilotepeque do chính sách của người Tây Ban Nha. Một số người Kaqchikel của Iximche dường như cũng bị chuyển đến cùng các thị trấn này. Sau cuộc di dời, một số người Chajoma đã quay trở lại các khu đất cũ của họ, lập ra nhiều khu định cư không chính thức và kích động sự thù địch với người Poqomam của Mixco và Chinautla dọc biên giới cũ của các vương quốc thời kỳ tiền Columbo. Một số khu định cư sau này nhận được sự công nhận chính thức, chẳng hạn như thị trấn San Raimundo gần Sacul.

### El Progreso và Zacapa
Corregimiento thuộc địa Tây Ban Nha tên San Cristóbal Acasaguastlán được thành lập năm 1551 với trụ sở tại thị trấn cùng tên, hiện nằm ở phía đông của khu vực hành chính El Progreso. Acasaguastlán là một trong số ít các trung tâm đông dân tiền chinh phục tọa lạc ở mạng lưới sông Motagua do khí hậu khô cằn. Nó bao phủ một khu vực rộng lớn bao gồm Cubulco, Rabinal, và Salamá (toàn bộ Baja Verapaz), San Agustín de la Real Corona (San Agustín Acasaguastlán hiện đại) và La Magdalena tại El Progreso và Chimalapa, Gualán và Usumatlán đều là những khu định cư vệ tinh của Acasaguastlán. San Cristóbal Acasaguastlán và khu vực xung quanh đã bị thu hẹp thành các khu định cư thuộc địa bởi các thầy của Dòng Anh Em Giảng Thuyết; tại thời điểm chinh phục, khu vực này được định cư bởi người Poqomchiʼ nói tiếng Maya và người Pipil nói tiếng Nahuatl. Vào những năm 1520, ngay sau cuộc chinh phục, người dân bắt đầu nộp cống cho Vương miện Tây Ban Nha dưới dạng cacao, vải dệt, vàng, bạc và nô lệ. Vài thập kỷ sau, số cống này được trả bằng đậu, bông và ngô. Vùng Acasaguastlán trở thành encomienda của conquistador Diego Salvatierra vào năm 1526.

### Các chiến dịch tại Cuchumatanes

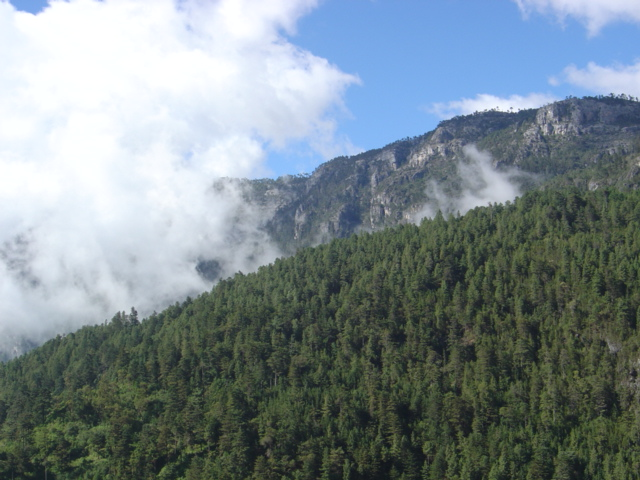
Sự hoang vu hẻo lánh và địa hình hiểm trở của núi rừng Cuchumatanes khiến cho cuộc chinh phục vùng đất này rất khó khăn.

Một thập kỷ sau sự sụp đổ của thành Zaculeu nhiều đoàn thám hiểm Tây Ban Nha đã cố gắng xâm nhập vào Sierra de los Cuchumatanes, qua đó tham gia trực tiếp hoặc gián tiếp vào cuộc chinh phục dần dần người Chuj và người Qʼanjobʼal. Người Tây Ban Nha bị thu hút tới đây bởi vàng, bạc và nhiều thứ giàu có khác, nhưng sự hoang vu, địa hình hiểm trở và mật độ dân số tương đối thấp đã khiến cho việc chinh phục và khai thác tài nguyên tại đây vô cùng khó khăn. Dân số của Cuchumatanes tiền chinh phục rơi vào khoảng 260.000 người. Tại thời điểm Tây Ban Nha đặt chân đến này, dân số bản địa tụt xuống còn 150.000 người vì dịch bệnh từ Cựu Thế giới lây lan.

#### Thành Uspantán của người Ixil
Sau khi phần phía tây của Cuchumatanes rơi vào tay Tây Ban Nha, người Ixil và người Uspantek Maya không bị xâm lăng ngay lập tức do lãnh thổ tách biệt của họ. Người Uspantek và Ixil thành lập liên minh vào năm 1529, bốn năm sau cuộc chinh phục Huehuetenango, các chiến binh Uspantek quấy rối lực lượng Tây Ban Nha và kích động người Kicheʼ nổi dậy. Hoạt động của người Uspantek trở nên phiền toái đến mức người Tây Ban Nha quyết định phải dùng đến vũ lực. Gaspar Arias, alcalde của Guatemala, tiến vào vùng đông Cuchumatanes với 60 bộ binh Tây Ban Nha và 300 chiến binh bản địa đồng minh. Đến đầu tháng 9, ông chiếm được các thị trấn người Ixil là Chajul và Nebaj. Quân đội Tây Ban Nha sau đó tiến sang phía đông, tới lãnh thổ Uspantán; Arias sau đó nhận được thông báo rằng thống đốc tạm quyền của Guatemala, Francisco de Orduña, đã phế truất ông khỏi chức vị alcalde. Arias trao quyền cho Pedro de Olmos cầm quân và quay lại để gặp de Orduña. Mặc dù được các sĩ quan khuyên can, Olmos phát động một cuộc tấn công trực diện quy mô lớn vào thành phố. Người Tây Ban Nha mắc bẫy và bị đánh vu hồi bởi hơn 2000 chiến binh Uspantek. Các lực lượng Tây Ban Nha bị tổn thất nặng nề; nhiều đồng minh bản địa của họ bị giết, và nhiều kẻ khác bị các chiến binh Uspantek bắt sống rồi hiến tế cho thần Exbalamquen. Những kẻ sống sót tháo chạy về Qʼumarkaj.
Một năm sau, Francisco de Castellanos khởi hành từ Santiago de los Caballeros de Guatemala (bấy giờ đã được chuyển đến Ciudad Vieja) tiến đánh tộc Ixil và Uspantek, chỉ huy 8 quân đoàn, 32 kỵ binh, 40 bộ binh Tây Ban Nha và hàng trăm chiến binh bản địa. Đoàn viễn chinh nghỉ ngơi tại Chichicastenango để lấy thêm quân rồi đi 7 league về phía bắc đến Sacapulas và leo lên sườn dốc phía nam của Cuchumatanes. Ở sườn trên, họ đụng độ với lực lượng gồm bốn đến năm ngàn chiến binh Ixil từ Nebaj và các khu định cư gần đó. Kỵ binh Tây Ban Nha đánh tan quân đội Ixil và buộc họ phải rút về thành trì trên đỉnh núi Nebaj. Lực lượng Tây Ban Nha bao vây thành phố, các đồng minh bản địa của họ leo lên các bức tường, xâm nhập vào thành và phóng hỏa nó. Các chiến binh Ixil bị phân tán, cho phép người Tây Ban Nha xông vào và phá vỡ phòng tuyến. Người Tây Ban Nha vây bắt những kẻ còn sống và ngày hôm sau, Castellanos ra lệnh bắt tất cả số đó làm nô lệ như là hình phạt cho sự kháng cự của họ. Dân Chajul đầu hàng Tây Ban Nha ngay khi nghe tin thành Nebaj thất thủ. Người Tây Ban Nha tiếp tục đi về phía đông tới Uspantán được cố thủ bởi 10.000 chiến binh, bao gồm quân lực từ Cotzal, Cunén, Sacap Formula và Verapaz. Người Tây Ban Nha ban đầu không thể chống đỡ các đợt phản công của quân cố thủ. Mặc dù bị áp đảo, kỵ binh Tây Ban Nha và súng của bộ binh Tây Ban Nha vẫn là kẻ quyết định trận chiến. Người Tây Ban Nha càn quét Uspantán và bắt tất cả dân còn sống làm nô lệ. Các thành phố xung quanh hay tin này cũng đầu hàng, và vào tháng 12 năm 1530, cuộc chinh phục Cuchumatanes chính thức kết thúc.

#### Reduccióncho người Chuj và Qʼanjobʼal
Năm 1529, thành phố San Mateo Ixtatán (bấy giờ có tên là Ystapalapán) của người Chuj, cùng với Santa Eulalia và Jacaltenango trở thành enconmienda của Gonzalo de Ovalle, một conquistador cộng sự của Pedro de Alvarado. Năm 1549, reducción đầu tiên mang tên San Mateo Ixtatán được xây dựng dưới sự giám sát của các nhà truyền giáo Dòng Anh Em Giảng Thuyết; cùng năm đó, reducción cho dân Qʼanjobʼal mang tên Santa Eulalia cũng được thành lập. Các reducción sau này cho người Qʼanjobʼal là San Pedro Soloma, San Juan Ixcoy và San Miguel Acatán liên tiếp mọc lên cho đến năm 1560. Người Qʼanjobʼal không đánh trả mà li tán lên vùng rừng núi, trốn tránh người Tây Ban Nha. Năm 1586, Dòng Mercedarian cho xây cất nhà thờ đầu tiên ở Santa Eulalia. Với sự hậu thuẫn nhận được từ vương quốc Lakandon Chʼol phía bắc, người Chuj của San Mateo Ixtatán liên tiếp nổi dậy và kháng cự quyền kiểm soát của Tây Ban Nha. Cuộc kháng chiến của người Chuj chỉ bị dập tắt một khi công cuộc thuộc địa hóa của Tây Ban Nha đã bén rễ hoàn toàn tại nơi đây.
Vào cuối thế kỷ 17, nhà truyền giáo có tên Alonso de León báo cáo rằng; 80 hộ dân Chuj ở San Mateo Ixtatán kháng thuế và không chịu tham dự các thánh lễ Công giáo La Mã. Ông lên án việc dân Chuj xây cất một miếu thờ ngoại đạo lẫn trong phế tích của những ngôi đền cổ thời tiền Colombus trên rặng đồi gần đó; nơi họ thắp hương, tế lễ và cúng gà tây thường xuyên. Ông thuật lại rằng, cứ vào tháng 3 hằng năm, họ đem củi quây xung quanh những cây thánh giá bằng gỗ cách thị trấn khoảng hai league rồi đốt chúng. Alonso de León bẩm báo với chính quyền thuộc địa rằng thổ dân nơi đây chỉ là tín đồ Công giáo trên danh nghĩa, chứ vẫn giữ nguyên tín ngưỡng cũ. Do các hành động của de León, ông bị người dân địa phương đuổi khỏi San Mateo Ixtatán.

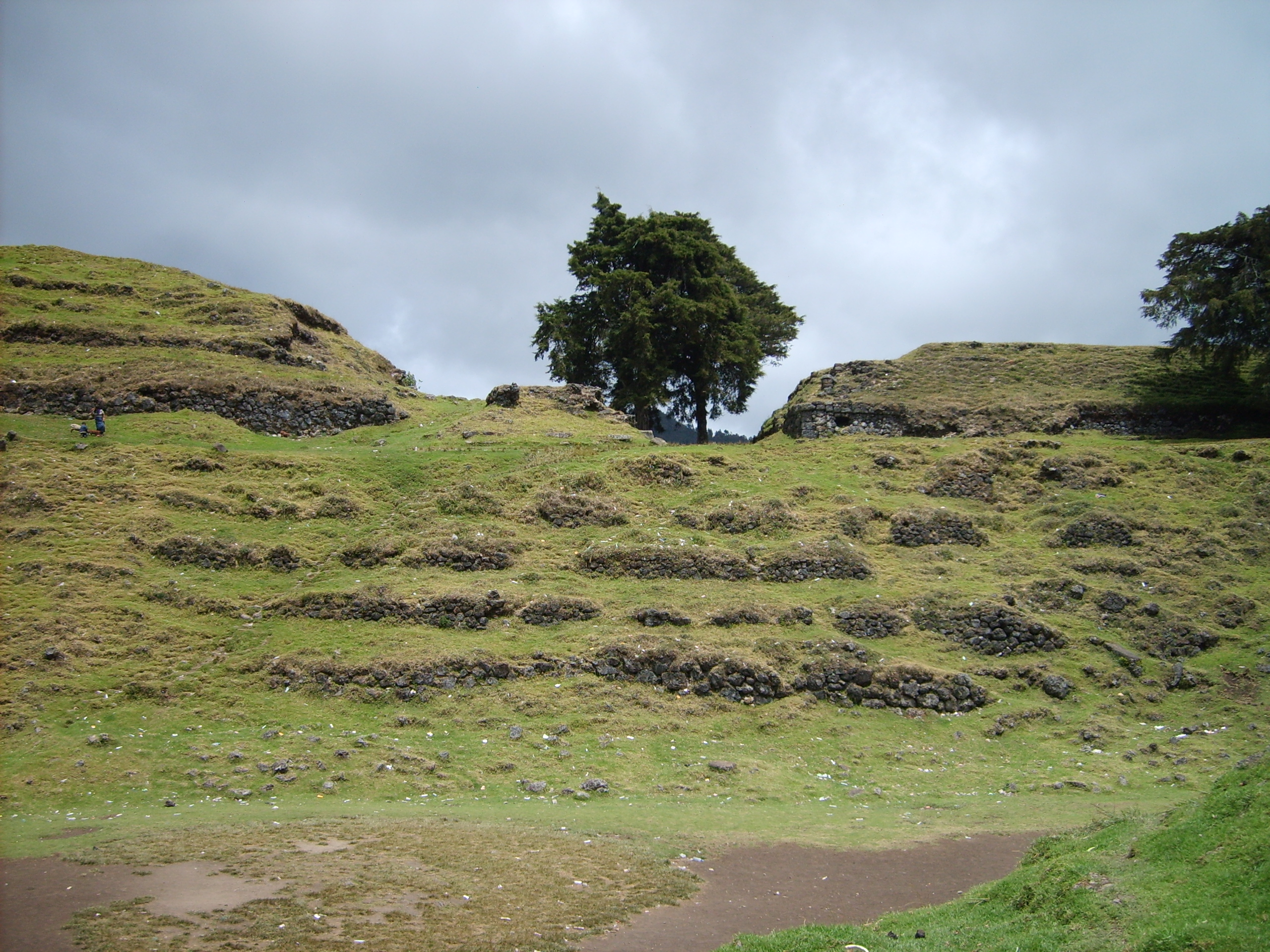
Phế tích đô thị Ystapalapán.

Năm 1684, thống đốc Guatemala là Enrique Enríquez de Guzmán ra quyết định gộp hai reducción San Mateo Ixtatán và Santa Eulalia thành khu hành chính corregimiento của Huehuetenango.
Vào ngày 29 tháng 1 năm 1686, đại úy Melchor Rodríguez Mazariegos, được cử đi bởi thống đốc, rời Huehuetenango đến San Mateo Ixtatán, nhằm tuyển mộ các chiến binh bản địa từ các làng gần đó. Chính quyền thuộc địa tin rằng cư dân của San Mateo Ixtatán đang ngầm liên kết với các dân tộc tại vùng Lacandon (một phần bang Chiapas của Mexico và phía tây của lưu vực Petén hiện nay) độc lập và phản động để chống Tây Ban Nha. Nhằm giữ bí mật cuộc tiến công sắp tới của quân đội Tây Ban Nha, thống đốc Guatemala hạ lệnh bắt giữ ba lãnh tụ của San Mateo; lần lượt là Cristóbal Domingo, Alonso Delgado và Gaspar Jorge; giải về và giam giữ tại Huehuetenango. Enrique Enríquez de Guzmán đích thân tới thăm San Mateo Ixtatán vào ngày 3 tháng 2. Ông ra lệnh cho Melchor Rodríguez Mazariegos lập đại bản doanh tại ngôi làng và chuẩn bị cho cuộc viễn chinh vào vùng Lacandon. Hai nhà truyền giáo người Tây Ban Nha là Fray de Rivas và Fray Pedro de la Concepción cũng nán lại tại thị trấn. Thống đốc Enriquez de Guzmán sau đó rời San Mateo Ixtatán đến Comitán ở Chiapas, cất quân nhằm tiến vào Lacandon bằng lối Ocosingo.
Năm 1695, cuộc xâm lược ba mũi từ San Mateo Ixtatán, Cobán và Ocosingo thọc sâu vào Lacandon được phát động. Đại úy Rodriguez Mazariegos đem theo 50 binh sĩ Tây Ban Nha, cùng với Fray de Rivas và 6 nhà truyền giáo khác, rời Huehuetenango đến San Mateo Ixtatán. Sử dụng cùng một lộ trình vào năm 1686, họ động viên được 200 chiến binh Maya bản địa từ Santa Eulalia, San Juan Solomá và San Mateo tham gia vào cuộc viễn chinh. Vào ngày 28 tháng 2 năm 1695, ba đạo quân đồng loạt tiến vào Lacandon. Đạo San Mateo tiến vào phía đông bắc Rừng Lacandon.

## Bình nguyên Thái Bình Dương: Tộc Pipil và Xinca
Trước khi người Tây Ban Nha xuất hiện, phần phía tây của đồng bằng Thái Bình Dương bị chi phối bởi tộc Kʼicheʼ và Kaqchikel, trong khi đó thì phần phía đông bị chiếm cứ bởi tộc Pipil và Xinca. Người Pipil định cư ở nơi mà ngày nay gọi là Escuintla và một phần Jutiapa; lãnh thổ chính yếu của người Xinca nằm về phía đông vương quốc Pipil, tại vùng Santa Rosa ngày nay; vùng Jutiapa cũng có một số ít người Xinca.

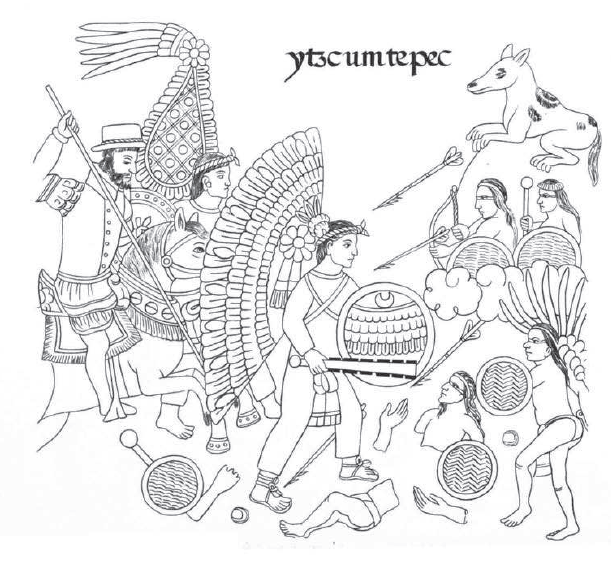
Một trang từ cuốn Lienzo de Tlaxcala mô tả cuộc chinh phục Izcuintepeque

Nửa thế kỷ trước khi người Tây Ban Nha xuất hiện, vương quốc Kaqchikel thường xuyên gây chiến với tộc Pipil của Izcuintepeque (Escuintla hiện đại). Đến tháng 3 năm 1524, người Kʼiche bị đánh bại, rồi Tây Ban Nha liên minh với người Kaqchikel vào tháng 4 cùng năm. Vào ngày 8 tháng 5 năm 1524, ngay sau khi đến Iximche và ngay sau cuộc chinh phục Tzʼutujil tiếp theo quanh hồ Atitlán, Pedro de Alvarado cầm 6.000 quân nam tiến xuống đồng bằng ven biển Thái Bình Dương, nơi ông đánh bại tộc Pipil của Panacal hoặc Panacaltepeque (được gọi là Panatacat trong Kaqchikel Sử Ký) gần Izcuintepeque vào ngày 9 tháng 5. Alvarado mô tả địa hình tại thị trấn rất hiểm trở, bao phủ bởi thảm thực vật dày đặc và rải rác đầm lầy khiến việc sử dụng kỵ binh là bất khả thi; bèn để cho lính bắn nỏ đi trước. Tộc Pipil rút trinh sát của họ vì mưa lớn, cho rằng người Tây Ban Nha sẽ không thể đến thị trấn vào ngày hôm đó. Tuy nhiên, Pedro de Alvarado vẫn nhanh chóng hành quân qua được. Quân Pipil ở trong những túp lều trú mưa bị bất ngờ hoàn toàn. Trong trận chiến sau đó, quân Tây Ban Nha và các đồng minh bản địa của họ chỉ chịu tổn thất nhẹ còn quân Pipil chạy trốn vào rừng, tránh khỏi sự truy đuổi của Tây Ban Nha nhờ thời tiết và thảm thực vật. Pedro de Alvarado thiêu rụi thị trấn và gửi sứ giả đến lãnh chúa Pipil yêu cầu đầu hàng, nếu không ông sẽ hủy diệt vùng đất của họ. Theo thư của Alvarado gửi cho Cortés, người Pipil quay lại thị trấn và thần phục vua Tây Ban Nha. Lực lượng Tây Ban Nha đóng quân tại thị trấn trong 8 ngày. Vào năm 1529, Pedro de Alvarado bị buộc tội sử dụng sự tàn bạo quá mức trong cuộc chinh phục Izcuintepeque, và nhiều trọng tội khác.

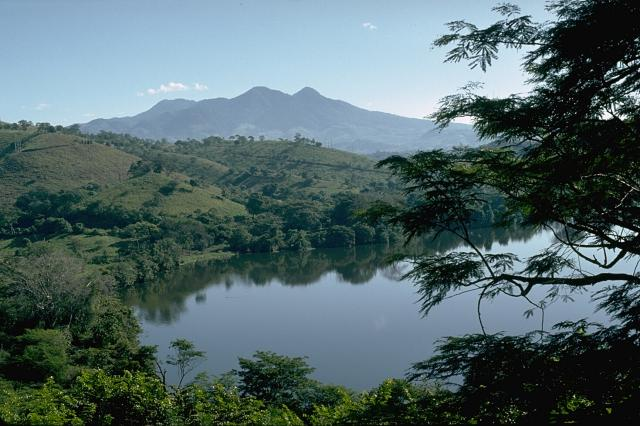
Vùng đồi Thái Bình Dương Jutiapa là nơi diễn ra nhiều cuộc chiến giữa người Tây Ban Nha và tộc Xinca.

Ở Guazacapán, hiện là một đô thị ở Santa Rosa, Pedro de Alvardo mô tả cuộc gặp gỡ của ông với những người không phải Maya hay Pipil, nói một ngôn ngữ hoàn toàn khác lạ; những người này có lẽ là dân Xinca. Tại thời điểm này, lực lượng của Alvarado bao gồm 250 bộ binh Tây Ban Nha kèm theo 6.000 đồng minh bản địa, chủ yếu là quân Kaqchikel và Cholutec. Alvarado chiếm được thành phố quan trọng nhất của người Xinca, tên là Atiquipaque, quanh khu vực Taxisco. Các chiến binh bản địa đánh nhau bằng giáo, cọc và mũi tên tẩm độc theo mô tả của Pedro. Trận chiến diễn ra vào ngày 26 tháng 5 năm 1524 và làm sụt giảm dân số Xinca. Quân của Alvarado đông tiến từ Atiquipaque, chiếm giữ thêm một số thành phố Xinca. Tacuilula giả vờ tiếp đón hòa bình nhưng chiến bại trong vòng một giờ sau khi họ đến. Taxisco và Nancintla đầu hàng ngay sau đó. Vì Alvarado và các đồng minh bản địa không thể hiểu được tiếng Xinca, Alvarado đề phòng trên đường hành quân về phía đông bằng cách tăng cường quân tiên phong và hậu quân với mười kỵ binh. Bất chấp những biện pháp này, tuyến hậu cần bị một đội quân Xinca phục kích ngay sau khi họ rời Taxisco. Nhiều đồng minh bản địa bị giết và hầu hết quân nhu bị cướp, bao gồm nỏ và giáp sắt cho ngựa. Đây là một thất bại nghiêm trọng, khiến Alvarado phải đóng quân ở Nancintla trong 8 ngày và cử hai đạo quân đi trinh sát. Jorge de Alvarado dẫn đầu đạo thứ nhất với 30-40 kỵ binh và dù giết được nhiều kẻ thù, họ không lấy lại được bất kỳ quân nhu nào, phần lớn đã bị người Xinca phá hủy để sử dụng làm chiến lợi phẩm. Pedro de Portocarrero dẫn đầu đạo thứ hai bao gồm bộ binh nhưng không thể giao chiến với kẻ thù do địa hình núi non, nên đã trở về Nancintla. Alvarado phái các sứ giả Xinca để đàm phán với địch nhưng họ không trở về. Các sứ giả từ thành phố Pazaco, thuộc vùng Jutiapa hiện đại, muốn hòa ước với các conquistador nhưng khi Alvarado đến đó vào ngày hôm sau, người dân lại chuẩn bị nghênh chiến. Alvarado nhanh chóng tiêu diệt được đội quân áp đảo đó. Từ Pazaco, Alvarado băng qua Río Paz và tiến vào El Salvador.
Sau cuộc chinh phục bình địa Thái Bình Dương, cư dân nơi đây nộp cống cho người Tây Ban Nha bằng các vật phẩm như ca cao (chủ yếu), bông, muối và vani.

## Vùng trũng phía bắc
Thời kỳ Tiếp xúc ở vùng trũng phía bắc Petén thuộc Guatemala kéo dài từ năm 1525 tới năm 1700. Vũ khí và chiến thuật kỵ binh của người Tây Ban Nha, tuy hết sức lợi hại tại Bán đảo Yucatán, lại không phù hợp với các cuộc giao tranh bên trong các cánh rừng rậm rạp của vùng trũng Guatemala.

### Cortés tại Petén

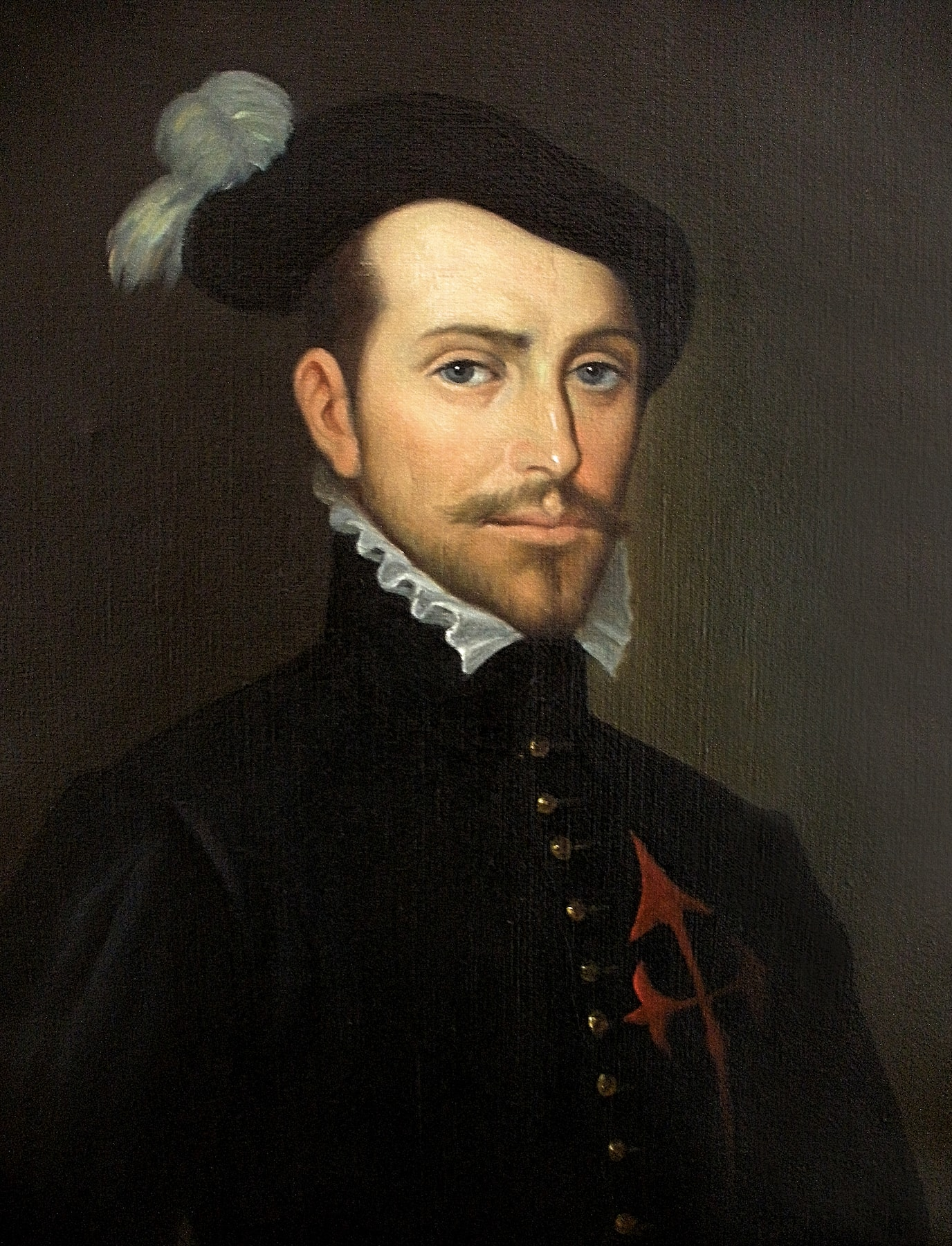
Hernán Cortés, kẻ chinh phục Đế quốc Aztec, từng khám phá Petén vào đầu thế kỷ 16.

Năm 1525, bốn năm sau sự sụp đổ của Đế quốc Aztec, Hernán Cortés đã đích thân dẫn đầu một cuộc thám hiểm đến Honduras, băng qua vương quốc Itza ở khu vực nay là khu hành chính Petén phía bắc Guatemala. Mục đích của Cortés trong chuyến hành trình này là trấn áp tên conquistador phản loạn, Cristóbal de Olid, dám tuyên bố độc lập và cát cứ Honduras cho riêng mình. Ông mang theo 140 lính Tây Ban Nha (gồm 93 kỵ binh), 3.000 chiến binh Mexico, 150 con ngựa, một đàn lợn, đại bác, đạn dược, các loại quân nhu khác, và 600 cửu vạn người Chontal Maya từ Acalan. Đoàn thám hiểm đặt chân lên bờ bắc hồ Petén Itzá vào ngày 13 tháng 3 năm 1525.
Trên đường, Cortés nhận lời mời của vua Itza, Aj Kan Ekʼ, đi thăm thú Nojpetén (còn gọi là Tayasal). Cortés cùng 20 binh sĩ Tây Ban Nha tạt vào thành phố Maya trong khi nhóm còn lại đi vòng qua hồ để hội họp ở bờ nam. Lúc rời Nojpetén, Cortés có để lại một cây thập tự giá và một con ngựa què. Tuy vậy, người Tây Ban Nha không giữ liên lạc với người Itza và chỉ khi các linh mục dòng Phan Sinh tới đây vào năm 1618 thì hai bên mới nối lại giao thiệp. Tương truyền, cây thập tự giá của Cortés vẫn đứng ở Nojpetén cho tới tận thời điểm đó. Từ ven hồ, Cortés tiếp tục nam tiến dọc sườn phía tây của Dãy núi Maya. Đây là một hành trình hết sức gian khổ; họ mất 12 ngày trời để di chuyển 32 kilômét (20 mi) và hai phần ba số ngựa kiệt sức mà chết. Gặp phải khúc sông khuếch trướng do mưa to gió lớn, đoàn thám hiểm đành đi ngược lên hướng thượng nguồn, mất 2 ngày để vượt khúc ghềnh ở Gracias a Dios và mất thêm rất nhiều ngựa.
Ngày 15 tháng 4 năm 1525, đoàn thám hiểm đặt chân đến ngôi làng Tenciz. Người Tây Ban Nha được cư dân bản địa dẫn đường vào những ngọn đồi phía bắc hồ Izabal nhưng một khi tới nơi thì bị bỏ mặc. Lạc lối và gần chết đói, đoàn thám hiểm may mắn bắt được một cậu bé Maya và tra hỏi nó để tìm lối thoát. Cortés phát hiện một ngôi làng bên bờ hồ Izabal, có lẽ là Xocolo. Ông cùng một tá người đồng hành vượt sông Dulce sang khu định cư Nito, tọa lạc đâu đó tại Vịnh Amatique, và chờ đợi hậu quân bắt kịp trong suốt tuần tới. Tại thời điểm này, lực lượng thám hiểm đã giảm xuống chỉ còn vài trăm người; Cortés, tuy thành công trong việc liên lạc với những người Tây Ban Nha mà ông đang tìm, lại nhận được tin rằng Cristóbal de Olid đã bị sát hại bởi chính sĩ quan của hắn. Cortés bèn cho đóng một tàu brigantine tạm bợ, kèm theo nhiều chiếc xuồng mộc, cùng với khoảng 40 người Tây Ban Nha và một số thổ dân, tiến lên thượng nguồn sông Dulce tới hồ Izabal. Ban đầu ông lầm tưởng là cả đoàn đã chèo ra tận Thái Bình Dương, nhưng sớm nhận ra là không phải. Cập bờ tây, Cortés đưa binh lính vào đất liền và giao chiến với quân Maya tại thành phố Chacujal bên sông Polochic. Ông tịch thu được nhiều lương thảo và gửi chúng về Nito trên chiếc brigantine. Ông cũng cho đóng nhiều bè gỗ để chở nhu yếu phẩm xuống hạ nguồn rồi cùng chúng về Nito, trong khi đa phần lực lượng của ông hành quân trở về bằng đường bộ. Cortés sau đó quay về Mexico bằng đường biển.

### Vùng đất chiến tranh: Verapaz

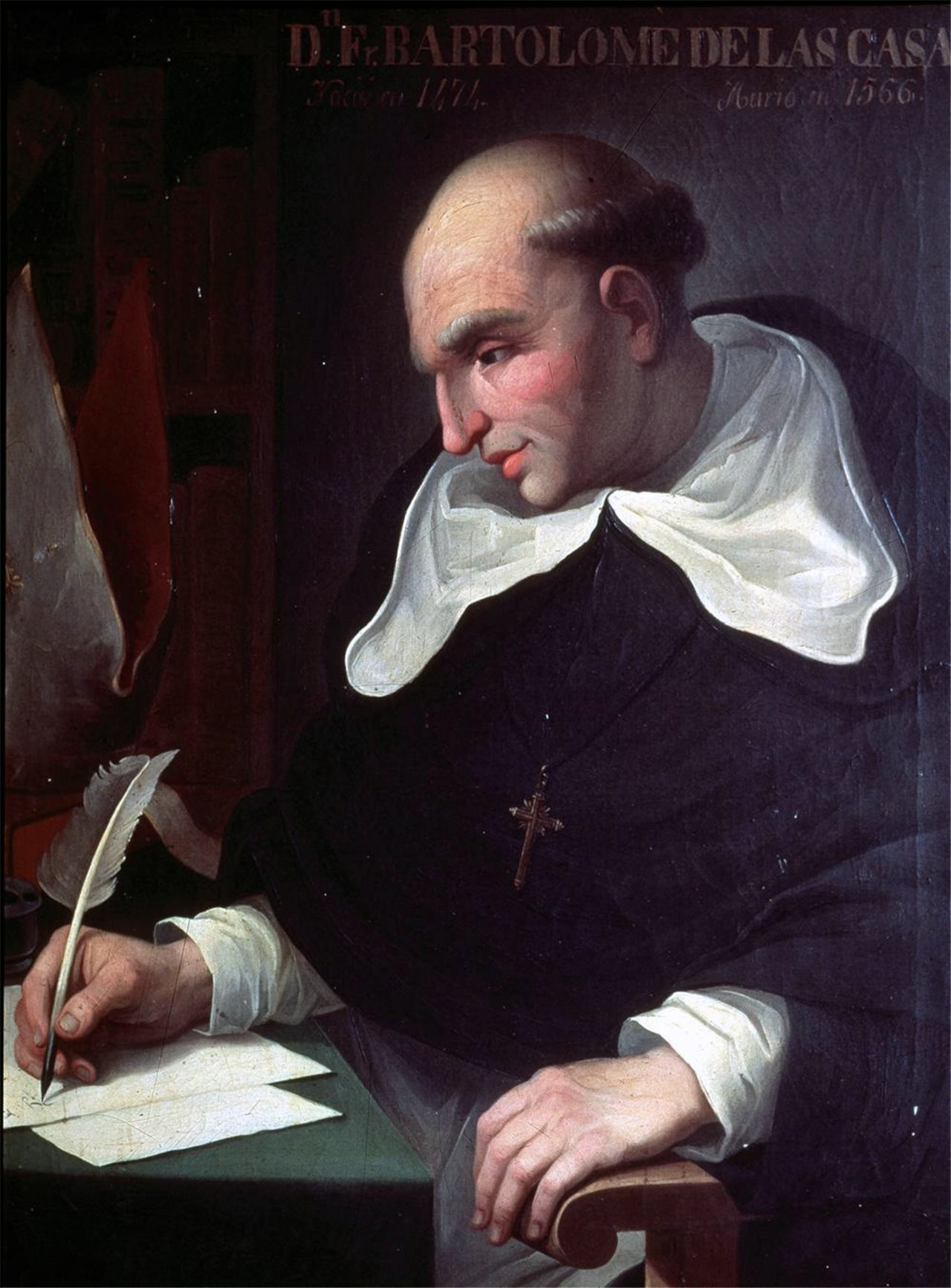
Thầy dòng Anh Em Giảng Thuyết Bartolomé de las Casas lên án chế độ thực dân tại Guatemala và đề xướng sứ mệnh chinh phục hòa bình.

Đến năm 1537, khu vực ngay phía bắc thuộc địa Guatemala được gọi là Tierra de Guerra ("Vùng đất của Chiến tranh"). Nghịch lý thay, vùng này còn có tên gọi là Verapaz ("Hòa bình thực sự"). Sở dĩ có cái tên vùng đất chiến tranh là do khu vực này vẫn đang trong quá trình chinh phục. Bởi khu vực này rậm rạp và um tùm rừng cây, người Tây Ban Nha không thể xâm nhập vào sâu trong nội địa được. Sau các công cuộc thành lập khu định cư ở xứ này, cư dân bản địa sẽ được di chuyển và tập trung tại các khu định cư mới gần bìa rừng, nơi người Tây Ban Nha dễ dàng kiểm soát họ hơn. Chiến lược này dẫn đến việc vùng rừng dần dần bị suy giảm dân số, đồng thời biến nó thành nơi trú ẩn hoang dã cho những kẻ bị lưu đày bởi chính quyền Tây Ban Nha. Vùng đất Chiến tranh từ thế kỷ 16 đến đầu thế kỷ 18, bao gồm một khu vực rộng lớn từ Sacapulas phía tây đến di chỉ Nito trên bờ biển Caribe và về phía bắc từ Rabinal và Salamá. Đây là một khu vực trung gian giữa vùng cao nguyên và vùng đất thấp phía bắc, tương ứng với các khu hành chính hiện đại là Baja Verapaz và Alta Verapaz, Izabal và Petén, cũng như phần phía đông của El Quiché và một phần bang Chiapas của Mexico. Phần phía tây khu vực này là lãnh thổ của người Qʼeqchiʼ Maya.
Pedro Orozco, lãnh tụ của người Sacatepéquez Mam thuộc khu hành chính San Marcos, sẵn sàng giúp đỡ các thầy Dòng Anh Em Giảng Thuyết trong sứ mệnh bình định cư dân vùng Verapaz. Vào ngày 1 tháng 5 năm 1543, vua Karl V của Thánh chế La Mã ban chiếu miễn trừ encomienda cho dân Mam vùng Sacatepéquez.
Thầy Dòng Anh Em Giảng Thuyết Bartolomé de las Casas tới thuộc địa Guatemala năm 1537 và khi chứng kiến sự khổ sở của dân bản địa, ông đã lên án gay gắt cuộc chinh phục khát máu này và đề xướng thay thế nó bằng các sứ mệnh truyền giáo ôn hòa. Las Casas đề nghị cuộc chinh phục Vùng đất Chiến tranh được thực hiện thông qua việc rao giảng đức tin Công giáo. Các thầy Dòng Anh Em Giảng Thuyết ủng hộ cái tên Verapaz thay vì Tierra de Guerra. Do không thể chinh phục vùng đất này bằng sức mạnh quân sự, thống đốc Guatemala là Alonso de Maldonado đã đồng ý ký kết hiệp ước với Las Casas sẽ dừng tay và áp dụng phương pháp của Las Casas nếu nó tỏ ra thành công. Las Casas và một nhóm thầy dòng tự thành lập cơ sở ở Rabinal, Sacapulas và Cobán, thành công cải đạo một số lãnh chúa bản xứ bằng cách lan truyền các bài hát Cơ đốc giáo cho các thương nhân Anh-điêng lai vãng ở khu vực này.
Bartolomé de las Casas
Bằng cách này, họ đã tập hợp một nhóm người da đỏ theo đạo Thiên chúa tại nơi ngày nay là thị trấn Rabinal. Sự thành công của Las Casas đã khiến Hoàng gia Tây Ban Nha ban hành Tân Luật vào năm 1542, nhằm hạn chế và kiểm soát quyền hạn của conquistador và thực dân đối với cư dân bản địa của châu Mỹ. Kết quả là, dòng Anh Em Giảng Thuyết bị tẩy chay bởi thực dân Tây Ban Nha, những kẻ nghĩ rằng lợi ích của chúng đang bị đe dọa bởi bộ luật này; điều này gây khó khăn cho các thầy dòng tiếp tục chiến lược hòa bình của họ.
Năm 1543, khu thuộc địa reducción Santo Domingo de Cobán được thành lập tại Chi Monʼa để chứa người Qʼeqchiʼ bị di dời khỏi Chichen, Xucaneb và Al Run Tax Aj. Santo Tomás Apóstol được thành lập gần đó cùng nằm tại Chi Nim Xol, khu này được dùng để tái định cư các cộng đồng Chʼol từ Topiltepeque và Lacandon trong Thung lũng Usumacinta vào năm 1560. Năm 1555, Acala Chʼol và các đồng minh Lacandon của họ giết chết Thầy dòng Domingo de Vico của Tây Ban Nha. De Vico thành lập một nhà thờ nhỏ ở vùng San Marcos, nằm giữa lãnh thổ của Lacandon và Manche Chʼol (một khu vực không liên quan đến địa phận San Marcos). De Vico xúc phạm lãnh chúa của người địa phương, liên tục quát tháo ông ta vì vẫn giữ tục đa thê. Vị chúa phẫn nỗ bắn một mũi tên xuyên thủng cổ họng vị thầy dòng; sau đó, dân bản địa uất ức người Tây Ban Nha bắt giữ De Vico, mổ ngực và moi tim ông ta. Thi hài của ông sau đó bị chặt đầu; chính quyền Tây Ban Nha sau này không tìm lại được cái đầu đó. Juan Matalbatz, một thủ lĩnh Qʼeqchiʼ từ Chamelco, phát động chiến dịch trừng phạt; những người da đỏ độc lập bị quân của Qʼeqchiʼ bắt đưa trở lại Cobán và tái định cư ở Santo Tomás Apóstol.

### Hồ Izabal và hạ lưu sông Motagua
Gil González Dávila khởi hành từ đảo Hispaniola vào đầu năm 1524, với ý định khám phá bờ biển Ca-ri-bê của Nicaragua. Ông đổ bộ thành công lên bờ phía bắc của Honduras. Sau khi thành lập Puerto de Caballos, Gil Gónzalez giong buồm về phía tây dọc theo bờ biển đến Vịnh Amatique và thành lập một khu định cư Tây Ban Nha ở đâu đó gần sông Dulce, thuộc Guatemala ngày nay, mà ông đặt tên là San Gil de Buena Vista. Ông phát động một chiến dịch chinh phục vùng núi chia cắt Honduras và Guatemala. González để lại một phần quân đội cho Francisco Riquelme tại San Gil de Buena Vista, rồi đi thuyền ngược về Honduras. Những người dân thuộc địa ở San Gil thấy rằng địa điểm này bất lợi liền bắt đầu tìm kiếm một nơi khả quan hơn. Họ di cư tới thị trấn bản địa Nito, gần cửa sông Dulce. Họ tuyệt vọng và gần như chết đói nhưng may mắn gặp phải Cortés đang tiến đến Honduras, và cùng tham gia vào chuyến hành trình của ông ta.
Dòng Anh Em Giảng Thuyết thành lập trụ sở tại Xocolo bên bờ Hồ Izabal vào giữa thế kỷ 16. Trong giới truyền giáo, Xocolo trở nên khét tiếng với các thứ tà thuật được người bản địa thực hành. Đến năm 1574, nó trở thành đại bản doanh cho các cuộc thám hiểm châu Âu vào nội địa, và vẫn giữ vai trò đó cho đến cuối năm 1630, rồi bị bỏ hoang vào năm 1631.
Năm 1598, Alfonso Criado de Castilla trở thành thống đốc của Đô đốc phủ Guatemala. Do Puerto de Caballos ở Honduras quá nghèo nàn và liên tục bị hải tặc cướp bóc, Alfonso đã cử một tay lái thuyền đến do thám Hồ Izabal. Từ kết quả của cuộc khảo sát, và sau khi được sự cho phép của hoàng gia, Criado de Castilla ra lệnh cho khởi công một cảng mới, đặt tên là Santo Tomás de Castilla, tại một vị trí thuận lợi trên Vịnh Amatique không quá xa hồ. Sau đó, ông cho xây dựng một đường mòn từ khu cảng đến thủ phủ Antigua Guatemala hiện đại, men theo Thung lũng Motagua vào vùng cao nguyên. Thổ dân dò đường cho Tây Ban Nha không dám tiến sâu hơn 3 league vào Quiriguá, vì khu vực này là địa bàn cư trú của người Toquegua thù địch.

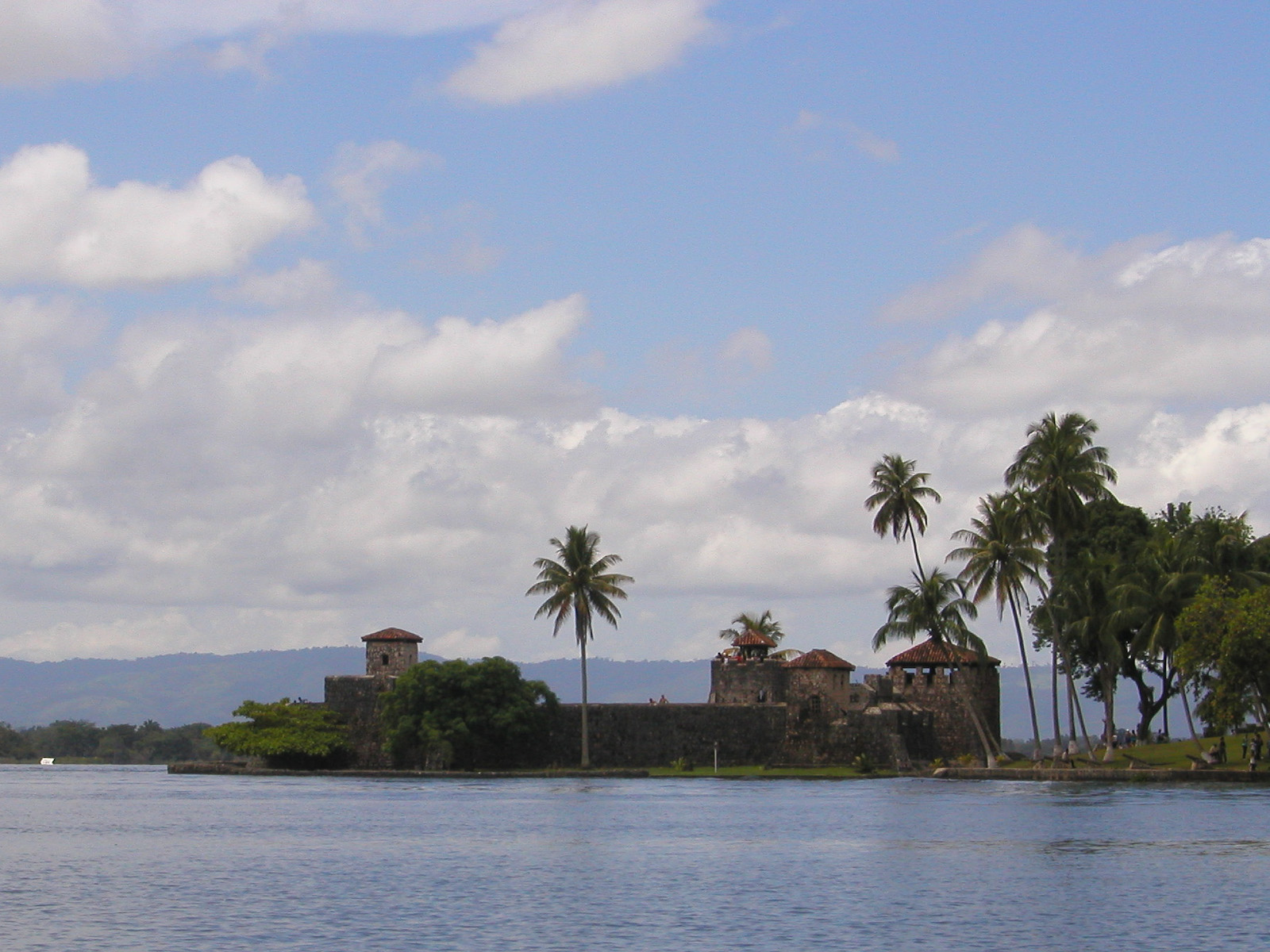
Pháo đài Castillo de San Felipe của Tây Ban Nha trấn giữ lối vào Hồ Izabal.

Các lãnh đạo của Xocolo và Amatique thuyết phục cộng đồng gồm 190 người Toquegua di chuyển lên bờ biển Amatique vào tháng 4 năm 1604. Khu định cư mới ngay lập tức bị sụt giảm dân số. Mặc dù người Toquegua vùng Amatique được báo cáo là đã tuyệt diệt trước năm 1613 trong một số nguồn, các thầy Dòng Mercedarian vẫn rao giảng truyền giáo cho họ vào năm 1625. Năm 1628, các thị trấn của người Manche Chʼol được đặt dưới sự quản lý của thống đốc vùng Verapaz, với Francisco Morán là người đứng đầu giáo hội. Morán ủng hộ phương pháp mạnh tay hơn để cải tổ người Manche và đưa binh lính Tây Ban Nha vào khu vực để chống lại các cuộc đột kích của người Itza từ phía bắc. Sự hiện diện của quân đội Tây Ban Nha kích động người Manche nổi dậy và từ bỏ các khu định cư cũ. Đến năm 1699, người Toquegua láng giềng bị đồng hóa hoàn toàn bởi tỉ lệ tử vòng cao và các cuộc hôn nhân trộn lẫn với người Amatique. Vào khoảng thời gian này, người Tây Ban Nha quyết định thành lập các reducion cho người Mopan Maya độc lập (gọi là "hoang dã" theo quan điểm của Tây Ban Nha) sống ở phía bắc của Hồ Izabal. Bờ bắc của hồ, mặc dù màu mỡ nhưng lúc bấy giờ thì dân số đã sụt giảm quá nhiều, do đó người Tây Ban Nha quyết định đưa người Mopan ra khỏi các khu rừng phía bắc, chuyển tới các khu vực có thể dễ dàng kiểm soát hơn.
Trong chiến dịch chinh phục người Itza của Petén, người Tây Ban Nha đã cử các đoàn thám hiểm đến quấy rối và di dời người Mopan phía bắc Hồ Izabal và người Chʼol Maya của vùng rừng Amatique phía đông. Họ đã được tái định cư tại reducciones San Antonio de las Bodegas tại bờ nam của hồ và San Pedro de Amatique. Vào nửa sau của thế kỷ 18, dân cư bản địa của những thị trấn này tuyệt chủng; các cư dân địa phương lúc này hoàn toàn mang gốc Tây Ban Nha, gốc mulatto hoặc mestizo, hầu hết đều là nhiều hộ gia đình từ pháo đài Castillo de San Felipe de Lara canh giữ lối vào Hồ Izabal. Nguyên nhân chính dẫn đến sự sụt giảm dân số nghiêm trọng của hồ Izabal và đồng bằng sông Motagua là do các cuộc tấn công bắt nô lệ của người Miskito ở bờ biển Caribe, kết liễu dân số Maya trong khu vực.

### Chinh phục vùng Petén
Từ năm 1527 trở đi, người Tây Ban Nha bắt đầu khai khẩn vùng Yucatán và thành lập nhiều thị trấn thuộc địa ở Bán đảo Yucatán vào năm 1544, bao gồm Campeche, Campeche và Valladolid, Yucatan ở Mexico hiện nay. Người Tây Ban Nha xâm lược vùng bắc Maya, lan truyền dịch bệnh và nô dịch hơn 50.000 người Maya, khiến dân Maya phải tản cư xuống phía nam ở Itza quanh Hồ Petén Itzá. Người Tây Ban Nha nhận thấy rằng vương quốc Itza Maya đã trở thành tâm điểm của cuộc kháng chiến chống Tây Ban Nha. Do vậy, chính quyền thực dân thông qua chính sách phong tỏa và cắt các tuyến đường thương mại của người Itza trong suốt gần hai trăm năm. Người Itza bắt đầu chiêu mộ các nước láng giềng, lập đồng minh để chống lại cuộc xâm lấn chậm chạp của Tây Ban Nha.
Các nhà truyền giáo dòng Anh Em Giảng Thuyết thường hoạt động ở vùng Verapaz và miền nam Petén từ cuối thế kỷ 16 đến thế kỷ 17, nỗ lực cải đạo hòa bình người bản địa nhưng không thành công. Vào thế kỷ 17, các thầy dòng Phan Sinh cho rằng việc bình định và cải đạo Cơ đốc người Maya sẽ không thể thực hiện được chừng nào người Itza còn chiếm cứ Hồ Petén Itzá. Người Maya trốn chạy khỏi các lãnh thổ encomienda mà Tây Ban Nha nắm giữ để tìm nơi tị nạn ở Itza. Giáo sĩ Bartolomé de Fuensalida đến thăm thành Nojpetén vào năm 1618 và 1619. Các nhà truyền giáo dòng Phan Sinh xuyên tạc lời tiên tri kʼatun của người Maya khi họ đến thăm Nojpetén, nhằm thuyết phục Aj Kan Ekʼ và các thầy tư tế của ông rằng thời điểm cải đạo đã đến. Các thầy tư tế Itza phẫn nộ và cho xử tử toán giáo sĩ, nhưng họ may mắn thoát chết. Năm 1695, chính quyền thuộc địa quyết định sáp nhập Guatemala với Yucatán và binh lính của Guatemala được cử đi chinh phục một số khu định cư của người Chʼol, quan trọng nhất là Sakbʼajlan bên sông Lacantún ở phía đông Chiapas, nay thuộc Mexico, được đổi tên thành Nuestra Señora de Dolores, hoặc Dolores del Lakandon. Vị thầy dòng Phan Sinh Andrés de Avendaño dẫn đầu nỗ lực thứ hai để thuyết phục người Itza vào năm 1695, khuyên vua Itza rằng Kʼatun 8 Ajaw (một chu kỳ lịch Maya kéo dài hai mươi năm bắt đầu vào năm 1696 hoặc 1697) là thời điểm chín muồi để người Itza chấp nhận Cơ đốc giáo và quy hàng vua Tây Ban Nha. Tuy nhiên người Itza vẫn không chịu cải đạo và vào năm 1696, Avendaño may mắn trốn thoát toàn mạng. Sự phản kháng của Itza đã trở thành một nỗi nhục nhã đối với chính quyền thuộc địa Tây Ban Nha và quân lính từ Campeche được điều động để đánh chiếm Nojpetén một lần và mãi mãi.

#### Nojpetén thất thủ

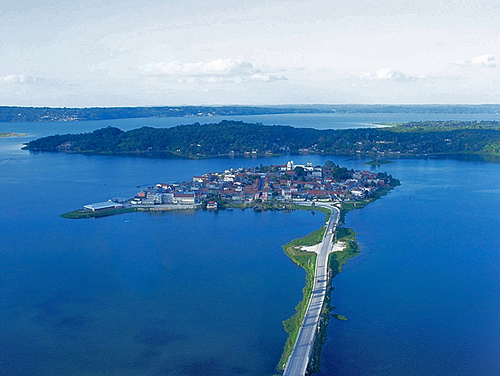
Thủ đô Nojpetén của vương quốc Itza Maya hiện đã bị thay thế bởi thị trấn Flores.

Martín de Ursúa y Arizmendi dẫn quân đến bờ tây hồ Petén Itzá vào tháng 2 năm 1697, và cho đóng một chiến thuyền galeota để công thành. Trận vây hãm đẫm máu thủ đô vương quốc Itza diễn ra vào ngày 13 tháng 3 năm 1697. Đợt pháo kích của Tây Ban Nha giết rất nhiều người trên đảo; dân Itza Maya hoảng loạn nhảy xuống hồ để cố bơi lên bờ nhưng hầu hết đều chết đuối. Sau trận chiến, những kẻ sống sót bỏ thành và tẩu thoát vào rừng cây. Các vị vua Itza và Kowoj (Ajaw Kan Ekʼ và Aj Kowoj) cùng nhiều quý tộc Maya và gia đình họ bị bắt. Sau cuộc chinh phục Nojpetén, Ursúa trở lại Campeche; ông có để lại một đội đồn trú nhỏ trên đảo do vùng đất liền vẫn được thống trị bởi người Itza và Kowoj thù địch. Thành Nojpetén được người Tây Ban Nha đổi tên thành Nuestra Señora de los Remedios y San Pablo, Laguna del Itza ("Đức Mẹ Cứu chữa và Thánh Paul, Hồ Itza"). Các đơn vị đồn trú được tiếp viện vào năm 1699 bởi một đoàn thám hiểm quân sự từ Guatemala, cùng với dân ladino đến thành lập thị trấn của riêng họ xung quanh đồn quân sự. Những người định cư đã mang theo dịch bệnh, khiến nhiều binh lính và người thực dân thiệt mạng rồi lây nhiễm qua các dân cư bản địa. Những người Guatemala chỉ ở lại đây 3 tháng rồi quay trở lại Santiago de los Caballeros de Guatemala, mang theo vị vua Itza vẫn bị giam cầm cùng với con trai và hai anh em họ của ông. Hai anh em của vị vua chết trên đường về thủ phủ của thuộc địa; Ajaw Kan Ekʼ và con trai của ông bị giam lỏng và sống phần đời còn lại tại đây.

### Những năm cuối
Cuối thế kỷ 17, cộng đồng người Chʼol Maya ở miền nam Petén và Belize bị cưỡng chế di dời đến Alta Verapaz, nơi họ bị đồng hóa vào cộng đồng Qʼeqchiʼ. Những người Chʼol của Rừng Lacandon được tái định cư ở Huehuetenango vào đầu thế kỷ 18. Các linh mục Công giáo từ Yucatán đã thành lập một số thị trấn truyền giáo xung quanh Hồ Petén Itzá vào khoảng năm 1702–1703. Cư dân Itza và Kowoj còn sống quanh đó bị bắt di dời tới các thị trấn thuộc địa mới, thông qua cả sự thuyết phục lẫn vũ lực. Các lãnh tụ Kowoj và Itza nổi dậy chống lãnh chúa Tây Ban Nha vào năm 1704; mặc dù có sự tổ chức tốt, cuộc nổi dậy nhanh chóng bị dẹp tan. Những kẻ chủ mưu bị đưa ra hành quyết và hầu hết các thị trấn truyền giáo bị bỏ hoang. Đến năm 1708, chỉ còn khoảng 6.000 người Maya sinh sống ở trung tâm Petén so với con số gấp chục lần vào năm 1697. Bệnh tật tuy là nguyên nhân chính gây ra sự sụt giảm dân số, các cuộc thám hiểm của Tây Ban Nha và chiến tranh giữa các nhóm bản địa cũng đã góp phần làm trầm trọng thêm cuộc suy thoái này.

## Di sản
Cú sốc ban đầu của cuộc chinh phục của Tây Ban Nha đã kéo theo hàng thập kỷ người bản địa bị bóc lột và áp bức, không phân biệt đồng minh hay kẻ thù. Suốt 200 năm tiếp đó, chế độ thực dân Tây Ban Nha đã tiến hành áp đặt chuẩn mực xã hội của họ lên những giống dân bị trị. Các khu reducciones của Tây Ban Nha đã phát sinh các thị trấn hạt nhân mới với kiểu quy hoạch vuông vắn chỉnh tề, bố trí ở giữa là một quảng trường, một nhà thờ và một tòa thị chính ayuntamiento. Chính quyền dân sự của mỗi thị trấn được điều hành gián tiếp hoặc trực tiếp bởi người Tây Ban Nha và hậu duệ của họ (người Criollo). Sự xâm nhập của Công giáo được coi là động cơ chính của sự thay đổi văn hóa, điều mà dẫn đến sự hỗn dung văn hóa ở Mỹ Latinh nói chung và Guatemela nói riêng như ngày nay. Các yếu tố văn hóa của Cựu Thế giới được các nhóm dân Maya tích hợp vào cuộc sống hằng ngày; một ví dụ tiêu biểu là marimba, một nhạc cụ có nguồn gốc từ Châu Phi được người Maya sử dụng rộng rãi. Những biến đổi lớn lao khác phải kể đến là sự lụi tàn của trật tự kinh tế tiền kỳ Colombo, cũng như sự phổ biến gia súc, gia cầm và công nghệ của người Âu ở Tân Thế giới. Các công cụ bằng sắt thép thay thế các công cụ Đồ đá mới; lối sống chăn bò, lợn, gà, thay thế lối săn thú hoang ngày xưa. Các giống cây trồng ở Cựu Thế giới cũng được du nhập sang, song sự phổ biến của mía và cà phê đã dẫn đến sự thành lập của các đồn điền bóc lột sức lao động người dân bản địa. Hiện nay, khoảng 60% dân số Guatemala hiện đại mang gốc gác Maya. Họ sinh sống chủ yếu ở miền cao nguyên trung và tây. Phần phía đông của đã bị Tây Ban Nha hóa đáng kể sau hàng thập kỷ nhập cư ồ ạt. Do vậy, xã hội Guatemala đã bị phân hóa sâu sắc thành các tầng lớp chủng tộc, theo đó nông dân và nghệ nhân Maya nằm dưới đáy xã hội, nhân viên làm công và chính giới Ladino thì thuộc lớp trung lưu, còn giới tinh hoa Creole thuần gốc Âu độc chiếm vị thế thượng lưu. Tuy nhiên, một số thành phần tinh hóa của xã hội Maya cũ, như tộc Xajil chẳng hạn, vẫn có thể bám lấy địa vị của họ dưới thời thuộc địa.